# Kofi Kingston
Kofi Sarkodie-Mensah (Kumasi, Ghana; 14 de agosto de 1981) es un luchador profesional ghanés-estadounidense que trabaja para la WWE, donde compite en la marca SmackDown bajo el nombre de Kofi Kingston/Sir Kofi Kingston, y es miembro del tag team The New Day junto con Xavier Woods/King Woods.
Dentro de la WWE, Kingston ha sido una vez Campeón Mundial, al ser una vez Campeón de la WWE. Entre sus logros, también se destacan cuatro reinados como Campeón Intercontinental, tres reinados como Campeón de los Estados Unidos. Además es 15 veces Campeón en Parejas contando con, un reinado como Campeón Mundial en Parejas de la WWE y seis reinados como Campeón en Parejas de Raw, siendo cuatro de esos reinados con The New Day, con quienes fue siete veces Campeón en Parejas de SmackDown y una vez Campeones en Parejas de NXT. Todo esto lo convierte en el trigésimo Campeón de Triple Corona y en el vigésimo Campeón Grand Slam (décimo tercero en el formato actual) y por si el más ganador en la historia de la empresa con los 15 campeonatos en parejas conseguidos. En 2022, se convirtió en el primer luchador de la historia en conseguir la Triple Corona tanto a nivel individual como en la dvisión tag team.

## Primeros años
Sarkodie-Mensah nació el 14 de agosto de 1981 en Kumasi, Ashanti, Ghana. Asistió a Boston College.

## Carrera

### Entrenamiento y circuito independiente (2006)
Sarkodie-Mensah hizo su debut oficial en la lucha libre en 2006, cuando se enfrentó a Tony Omega en Chaotic Wrestling (CW) el 24 de febrero. Se enfrentó a Evan Siks el 4 de junio para el PWF Mayhem Heavywheight Championship. Compitió sobre todo en el área de Nueva Inglaterra, incluyendo las restricciones en la Alianza de Lucha Nacional (NWA) - Nueva Inglaterra (en donde él era brevemente miembro de Barry Ace "A-List"), Federación de Lucha Libre del Milenio (MWF), Nueva Inglaterra Championship Wrestling (NEWC), la Easterb Wrestling Alliance (EWA) y CW.

### World Wrestling Entertainment / WWE (2006–presente)

#### Territorios de desarrollo (2006–2007)
En septiembre de 2006, Kofi firmó un contrato de desarrollo con la World Wrestling Entertainment, y fue asignado al territorio de desarrollo Deep South Wrestling. Su debut allí fue en un dark match contra Montel Vontavious Porter el 21 de septiembre, en el que Kofi perdió. Durante el resto de 2006 y principios de 2007 compitió en DSW, así como en el otro territorio de desarrollo, Ohio Valley Wrestling, donde formó un tag team con Harry Smith llamado "The Commonwealth Connection".
También en 2007, Kofi comenzó a aparecer en dark matches de RAW, derrotando a Charlie Haas, Trevor Murdoch y Stevie Richards, bajo el nombre de Kofi Jamaica. En mayo, Kofi trabajó también en algunos house shows, derrotando a Shelton Benjamin en Greenville, Carolina del Sur el 5 de mayo y a Val Venis en Roanoke, Virginia, el 6 de mayo. En junio, la WWE lanzó un nuevo territorio de desarrollo llamado Florida Championship Wrestling, donde Kofi fue transferido. Su primera aparición fue haciendo equipo con Eric Escobar contra Keith Walker & Rycklon Stephens, siendo derrotados. Kingston trabajó allí durante el resto del año, hasta que fue llamado para formar parte del plantel principal de la WWE.

#### Inicios en el roster principal y feudo con Randy Orton (2007–2009)

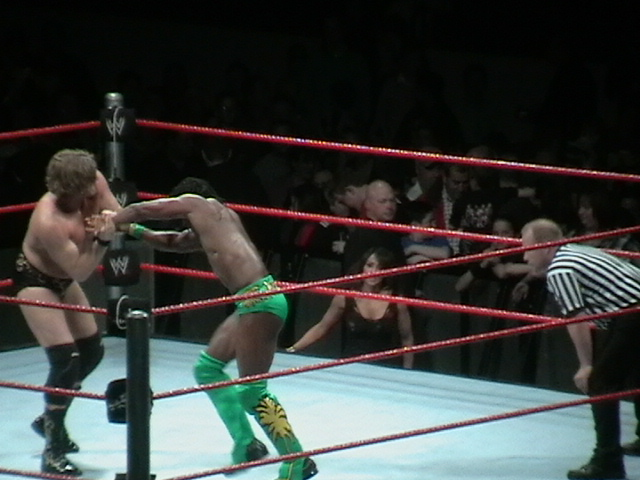
Kofi Kingston luchando contra William Regal (en compañía de Layla).

Una serie de videos promocionando el debut televisivo de Kofi Kingston comenzó a emitirse semanalmente en ECW a partir del 6 de diciembre de 2007. Durante ese tiempo de introducción, sus videos, el sitio web de la empresa y los comentaristas señalaron que sería el primer jamaiquino en luchar para la WWE. Hizo su debut el 22 de enero de 2008 en ECW como face, obteniendo una victoria sobre el luchador local David Owen en Charlottesville, Virginia.
Después de luchar en combates esporádicos, Kingston participó en su primer gran combate, un 24-man Battle Royal durante el dark match de WrestleMania XXIV con el ganador recibiendo una lucha por el Campeonato de ECW, pero fue eliminado por Mark Henry. Kingston permaneció invicto en la competencia individual durante meses (derrotando a luchadores como Kevin Thorn, The Miz, Lance Cade & Trevor Murdoch junto a Jesse & Festus & James Curtis en un 8-man Tag Team match, a Mike Knox y Matt Striker en luchas individuales y a Deuce 'N Domino por separado) y se colocó en un feudo con Shelton Benjamin a finales de abril de 2008. Como parte del feudo, Kingston se unió a Matt Hardy para enfrentar a Benjamin & Elijah Burke en el episodio del 23 de mayo de SmackDown, llevándose la victoria.
Después de dos derrotas consecutivas, Benjamin consiguió una victoria sobre Kingston el 20 de mayo en ECW, poniéndole fin a su racha invicta. El 24 de junio en ECW, Kingston derrotó a Benjamin en un Extreme Rules match para terminar el feudo. En el episodio del 23 de junio de Raw, Kingston fue derrotado por John Bradshaw Layfield.
Como parte del Draft Suplementario de la WWE, Kingston fu traspasado a la marca Raw. En su primer combate como miembro del elenco de Raw, derrotó a Chris Jericho con ayuda de Shawn Michaels para ganar el Campeonato Intercontinental en Night of Champions. La victoria lo convirtió en el primer luchador ghanés en tener un campeonato en la World Wrestling Entertainment y también fue su primer campeonato en su carrera como luchador profesional. La noche siguiente en Raw, Kingston tuvo su primera defensa exitosa del campeonato ante Jericho en la revancha titular de Jericho, ganando por descalificación después de que el árbitro se diera cuenta de que Jericho sujetaba la trusa de Kingston durante el pinfall. El 7 de julio en Raw, Kingston derrotó a Charlie Haas, quien usaba el atuendo de lucha de John Cena. La semana siguiente en Raw, Kingston retuvo de manera exitosa el título frente a Paul Burchill. Sin embargo, Kingston & la Campeona Femenina Mickie James fueron derrotados por Burchill & su hermana Katie Lea Burchill en un Mixed Tag Team match. La semana siguiente en Raw, Kingston derrotó a Jamie Noble. En SummerSlam, Kingston & James perdieron sus campeonatos en un "Winner Take All" Mixed Tag Team match ante Santino Marella y Beth Phoenix. Kingston recibió su revancha por el título el 23 de agosto en un show en vivo desde el Madison Square Garden, pero fue derrotado por Marella.
En Unforgiven, apareció tras bastidores, acudiendo en ayuda del entonces Campeón Mundial Peso Pesado CM Punk, quien había sido atacado por Manu, Randy Orton y los Campeones Mundiales en Parejas Cody Rhodes y Ted DiBiase. Poco después de eso, Punk y Kingston se emparejaron más a menudo, y en el episodio de Raw del 27 de octubre, el dúo ganó los Campeonatos Mundiales en Parejas. En Survivor Series, participó en un 5-on-5 Survivor Series Traditional Elimination match del lado del Team Batista, pero fue eliminado por Orton. Luego de eso, Kingston compitió en un torneo para determinar al contendiente #1 al Campeonato Intercontinental, derrotando a Kane por descalificación en la primera ronda, pero fue derrotado por Rey Mysterio en las semifinales. Kingston y Punk perdieron los Campeonatos Mundiales en Parejas ante John Morrison y The Miz en un evento en vivo de la WWE el 13 de diciembre. En el episodio del 15 de diciembre de Raw, Kingston y Punk no lograron recuperar los títulos al hacer efectiva su cláusula de revancha. La semana siguiente en Raw, Kingston derrotó a Manu en una lucha individual.

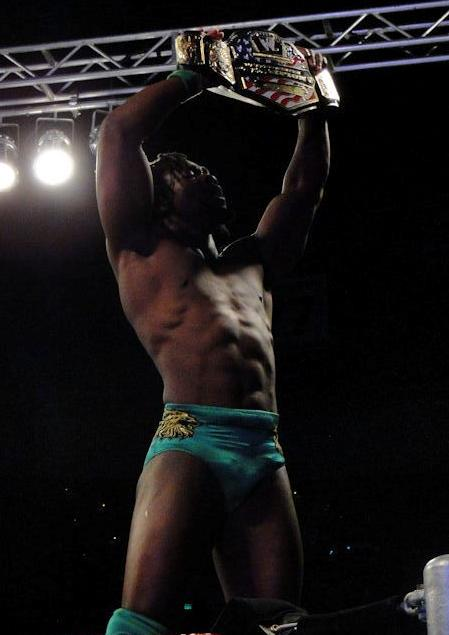
Kofi durante su primer reinado como Campeón de los Estados Unidos.

En Royal Rumble, Kingston participó en el Royal Rumble match entrando como el número 22, pero fue eliminado por The Brian Kendrick. En No Way Out, Kingston estaba programado para competir en el Elimination Chamber match por el Campeonato Mundial Peso Pesado, pero no pudo ingresar oficialmente al combate, ya que fue emboscado por Edge, quien tomó el lugar de Kingston y finalmente ganó el combate. Debido a eso, Kingston se enfrentó a Edge en una lucha individual el 6 de marzo en SmackDown, pero fue derrotado.
Más tarde, Kingston derrotó a Chris Jericho, después de la interferencia de Ric Flair, para ganar un lugar en el Money in the Bank Ladder match en WrestleMania XXV, pero el combate fue ganado por CM Punk. En el episodio del 10 de abril de SmackDown, Kingston fue derrotado por Big Show. En el dark match del evento Backlash, Kingston derrotó a Dolph Ziggler. Después de ganar un Triple Threat match de contendiente #1 contra William Regal y Matt Hardy, Kingston derrotó a Montel Vontavious Porter en el episodio del 1 de junio de Raw para ganar el Campeonato de Estados Unidos. Durante los siguientes meses, pasó a defender y retener el título en Extreme Rules (ante MVP, William Regal y Matt Hardy en un Fatal 4-Way match), Night of Champions (ante MVP, The Miz, Jack Swagger, Carlito y Primo (quien ocupó el puesto que Big Show dejó vacante) en un Six-Pack Challenge), Breaking Point (ante The Miz) y Hell in a Cell (ante The Miz y Jack Swagger en un Triple Threat match), hasta perder el campeonato ante el propio The Miz el 5 de octubre en Raw, terminando su reinado de cuatro meses en 126 días. El 12 de octubre en Raw, Kingston derrotó a Evan Bourne para clasificar dentro del Team Raw en Bragging Rights.

#### Campeón Intercontinental (2009–2011)
El 19 de octubre en Raw, Kingston habló sin acento jamaicano durante un segmento televisado por primera vez en su carrera y, posteriormente, abandonó el gimmick jamaicano y comenzó a ser presentado en el ring con Ghana como su país de origen. En Bragging Rights, el Team Raw (D-Generation X (Triple H & Shawn Michaels), Big Show, Kofi Kingston, Jack Swagger, Cody Rhodes & Mark Henry) fue derrotado por el Team SmackDown (Chris Jericho, Kane, Finlay, Matt Hardy, R-Truth & The Hart Dynasty (David Hart Smith & Tyson Kidd)) cuando Big Show traicionó al equipo al aplicarle un Chokeslam a Kingston, permitiendo que Chris Jericho recogiera la victoria para el Team SmackDown.
Durante el evento, Kingston y su compañero de equipo Cody Rhodes discutieron sobre la derrota del Team Raw. Entonces, cuando Rhodes y Ted DiBiase interfirieron en nombre de Randy Orton durante su combate por el Campeonato de WWE, Kingston salió corriendo con una silla y los expulsó de la arena. Más tarde, Orton perdió el combate. El 26 de octubre en Raw, Kingston comenzó un feudo con Orton, quien creía que Kingston le había costado el Campeonato de WWE. Después de que Kingston derrotara a Chris Jericho, Orton lo atacó por la espalda, y finalmente lo arrojó contra el costado de la rampa de entrada. Más tarde esa noche, Kingston destruyó el automóvil de Orton. El 16 de noviembre en Raw, Kingston salvó al gerente general invitado "Rowdy" Roddy Piper de un ataque de Orton, a quien le aplicó un Boom Drop desde una barandilla entre la multitud a través de una mesa. En Survivor Series, Kingston pasó a liderar a su propio equipo (conformado por MVP, Mark Henry, R-Truth & Christian) para enfrentar al Team Orton (Randy Orton, Cody Rhodes, Ted DiBiase, William Regal & CM Punk) en un 5-on-5 Survivor Series Traditional Elimination match, siendo Kingston el único sobreviviente de su equipo y eliminó finalmente a Orton para llevarse la victoria. El 30 de noviembre en Raw, Kingston estaba programado para enfrentarse a Orton en una lucha individual, solo para ser atacado momentos antes por Cody Rhodes y Ted DiBiase. A pesar del ataque, Kingston todavía deseaba continuar, y Orton lo derrotó rápidamente. La semana siguiente, Kingston derrotó a Orton en una lucha de revancha donde el anfitrión invitado, Mark Cuban, quien guardaba rencor contra Orton desde su encuentro en Survivor Series 2003 cuando Orton le aplicó un RKO, le dio a Kingston un conteo rápido al ser el árbitro especial invitado. Con una victoria cada uno, los dos lucharon nuevamente en TLC: Tables, Ladders & Chairs, y Orton ganó. El 28 de diciembre en Raw, Orton le costó a Kingston un combate por el Campeonato de Estados Unidos.

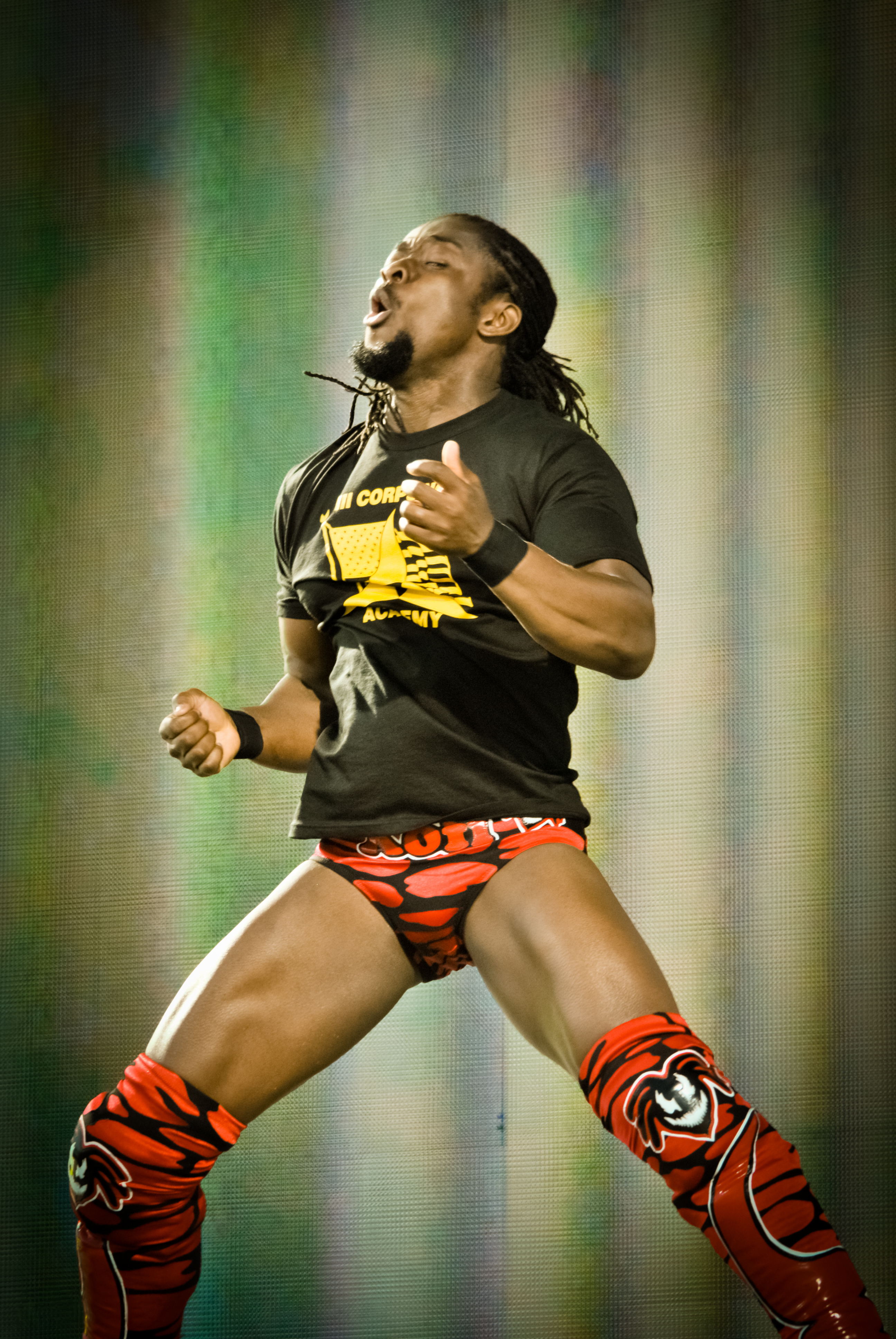
Kofi Kingston en diciembre de 2010.

El 4 de enero en Raw, Kingston fue derrotado una vez más por Randy Orton. La siguiente semana en Raw, Kingston y John Cena fueron derrotados por Orton en un Triple Threat match para determinar al contendiente #1 al Campeonato de WWE de Sheamus. En Royal Rumble, Kingston participó en el Royal Rumble match entrando como el número 27, eliminando a R-Truth y Jack Swagger antes de ser eliminado por John Cena.
El 1 de febrero en Raw, Kingston logró clasificar en el Elimination Chamber Match por el Campeonato de la WWE en el evento inaugural Elimination Chamber después de derrotar a Big Show por descalificación. Sin embargo, no logró ganar el combate después de ser eliminado por Sheamus. La noche siguiente en Raw, Kingston hizo equipo con Evan Bourne & Yoshi Tatsu para enfrentarse a Randy Orton, Cody Rhodes & Ted DiBiase. Durante la lucha, Orton cambió a face al atacar a Rhodes y DiBiase, permitiéndole a Kingston y a sus compañeros ganar el combate. La semana siguiente en Raw, Kingston derrotó a Chavo Guerrero. En el episodio del 15 de marzo de Raw, Kingston fue derrotado por Batista.
En el episodio del 22 de marzo de Raw, Kingston derrotó a Vladimir Kozlov para clasificar en el Money in the Bank Ladder match en Wrestlemania XXVI. Sin embargo, en el evento, Kingston no tuvo éxito en el combate ya que el ganador fue Jack Swagger. Durante las siguientes semanas en Raw, Kingston se enfrentó a Sheamus en dos ocasiones, en la primera siendo derrotado por pinfall y en la segunda ganando por descalificación. En el dark match de Extreme Rules, Kingston derrotó a Dolph Ziggler. El 26 de abril, como parte del Draft de la WWE, Kingston fue traspasado a la marca SmackDown. En su lucha de debut en la marca, derrotó a Chris Jericho. En el siguiente SmackDown, Kingston fue añadido en un torneo de cuatro luchadores por el vacante Campeonato Intercontinental después de que Drew McIntyre haya sido despedido y despojado del título anteriormente esa misma noche. Kingston derrotó a Ziggler en el primer combate del torneo. Christian derrotó a Cody Rhodes en el segundo combate. Como resultado, Kingston se enfrentó y derrotó a Christian en la final del torneo al parecer para ganar su segundo Campeonato Intercontinental el 14 de mayo en SmackDown. Sin embargo, momentos después, McIntyre salió con una carta, firmada por Vince McMahon, en la que decía que Theodore Long era irresponsable y abusaba de su poder. La carta también indicó que McIntyre fue reintegrado al elenco principal y que Kingston fue despojado del Campeonato Intercontinental, el cual se le regresó a McIntyre.
En Over the Limit, Kingston derrotó a McIntyre para ganar oficialmente su segundo Campeonato Intercontinental. Durante ese tiempo, Kingston fue nombrado como mentor de Michael McGillicutty en la segunda temporada de NXT. En Fatal 4-Way, Kingston defendió el Campeonato Intercontinental contra Drew McIntyre con ayuda de Theodore Long y Matt Hardy. En el siguiente episodio de SmackDown, Kingston se unió a Christian y Montel Vontavious Porter para enfrentar a Dolph Ziggler, Curt Hawkins & Vance Archer, ganando la lucha. El 18 de julio en Money in the Bank, Kingston no logró ganar el SmackDown Money in the Bank Ladder match después de que Kane descolgara el maletín. En el episodio del 23 de julio de SmackDown, Kingston fue derrotado por Dolph Ziggler en una lucha no titular. La siguiente semana en SmackDown, Kingston se enfrentó a Ziggler en una lucha de revancha, la cual perdió por descalificación, lo que provocó que Ziggler ganara un combate por el título. En el episodio del 6 de agosto de SmackDown, Ziggler derrotó a Kingston con ayuda de Vickie Guerrero para ganar el Campeonato Intercontinental. Kingston obtuvo su revancha por el título el 15 de agosto en SummerSlam, pero la lucha terminó sin resultado después de que The Nexus interfiriera. El 20 de agosto en SmackDown, Kingston se enfrentó a Ziggler una vez más en una lucha por el Campeonato Intercontinental, derrotándolo por descalificación, pero por regla, Ziggler retuvo el Campeonato Intercontinental. La siguiente semana en SmackDown, Kingston se enfrentó a Ziggler una vez más en una lucha por el Campeonato Intercontinental, con la estipulación del combate de que si Ziggler era descalificado, el título cambiaría de manos. Vickie Guerrero intervino durante la lucha y consiguió que Ziggler perdiera por cuenta fuera, por lo que mantuvo el título. En el episodio del 10 de septiembre de SmackDown, Kingston hizo equipo con Chris Masters para derrotar a Ziggler & Chavo Guerrero. En Night of Champions, Ziggler nuevamente se enfrentó a Kingston en una lucha por el título; si Ziggler era descalificado o contado fuera del ring, Kingston ganaría el título. Ziggler ganó por cuenta de tres. En el dark match de Hell in a Cell, Kingston, R-Truth & Goldust derrotaron a Ziggler, Drew McIntyre & Cody Rhodes. En el episodio del 15 de octubre de SmackDown, Kingston derrotó a Drew McIntyre para ganar un lugar dentro del Team SmackDown en Bragging Rights. En el evento, el Team SmackDown (Big Show, Rey Mysterio, Jack Swagger, Edge, Alberto del Río, Tyler Reks & Kofi Kingston) derrotó al Team Raw (The Miz, Santino Marella, R-Truth, John Morrison, Sheamus, CM Punk & Ezekiel Jackson) en un 14-Man Tag Team Elimination match, siendo Edge y Mysterio los únicos sobrevivientes. En el siguiente episodio de SmackDown, Kingston se unió a Kaval para enfrentarse a Drew McIntyre & Cody Rhodes, pero fueron derrotados. En Survivor Series, el Team Mysterio (Rey Mysterio, Big Show, Kofi Kingston, Chris Masters & Montel Vontavious Porter) derrotó al Team del Río (Alberto del Río, Jack Swagger, Tyler Reks, Cody Rhodes & Drew McIntyre) en un 5-on-5 Survivor Series Traditional Elimination match. Tras eso, Kingston derrotó a Jack Swagger el 26 de noviembre en SmackDown, clasificando de esa manera en el torneo King of the Ring, pero fue derrotado por Sheamus el 29 de noviembre en Raw en la primera ronda. El 3 de diciembre en SmackDown, Kingston derrotó a Swagger para convertirse en el contendiente #1 al Campeonato Intercontinental, pero no pudo recuperar el título cuando Swagger lo atacó durante el combate. En TLC: Tables, Ladders & Chairs, Kingston y Swagger fueron derrotados por Dolph Ziggler en un Ladder match por el título, cuando él y Swagger descolgaron el cinturón, pero lo dejaron caer a la lona y Ziggler lo agarró para obtener la victoria.

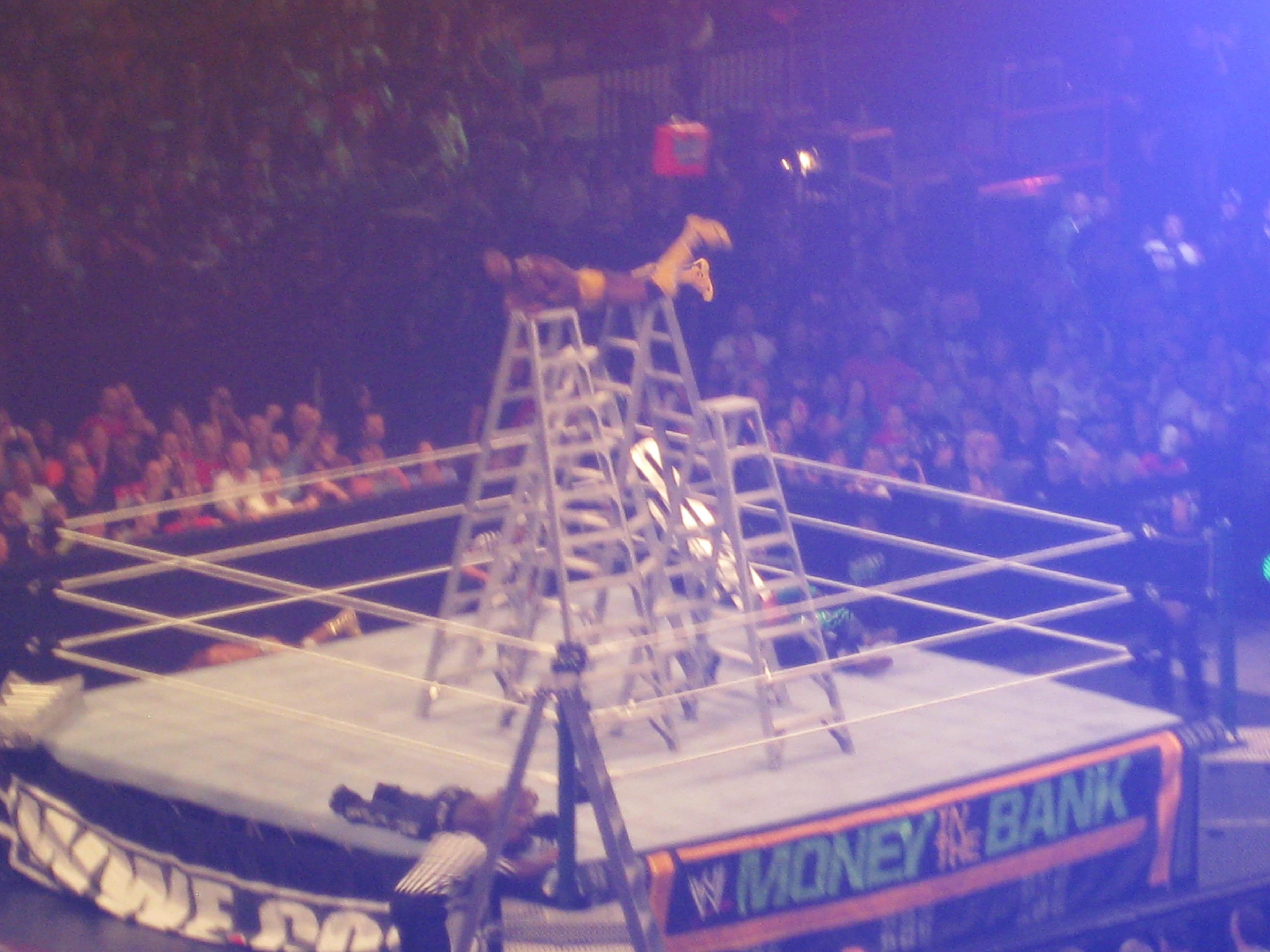
Kigston luchando en el Raw Money in the Bank Ladder match.

El 7 de enero en SmackDown, Kingston derrotó a Dolph Ziggler para ganar el Campeonato Intercontinental por tercera vez en su carrera. Inmediatamente después de la lucha, la gerente general interina Vickie Guerrero ordenó que Ziggler invocara su cláusula de revancha en ese mismo instante, pero Kingston volvió a derrotar a Ziggler para retener el campeonato. Tras eso, inició un pequeño feudo con Jack Swagger, derrotándolo en todos los combates que tuvieron. En Royal Rumble, Kingston participó en el Royal Rumble match entrando como el número 26, pero fue eliminado por Randy Orton. Luego de eso, Kingston se metió en un feudo con Alberto del Río, el cual culminó en una lucha no titular en Elimination Chamber, en donde Kingston fue derrotado. El 22 de marzo en SmackDown (transmitido el 25 de marzo), Kingston perdió el Campeonato Intercontinental ante Wade Barrett. El 1 de abril en SmackDown, Kingston obtuvo su revancha por el título contra Barrett, pero ganó la lucha por descalificación y por esa razón no recuperó el campeonato. Después de que Vladimir Kozlov resultara lesionado por el grupo The Corre, Kingston fue elegido como su reemplazo en un 8-man Tag Team match entre él, Big Show, Kane & Santino Marella contra The Corre en WrestleMania 27, el cual ganó el equipo de Kingston. El 8 de abril en SmackDown, ambos equipos volvieron a enfrentarse, ganando el equipo de Kingston nuevamente pero esta vez por descalificación. En las grabaciones de SmackDown del 19 de marzo desde Londres, Inglaterra (transmitido el 22 de marzo), Kingston obtuvo otro combate por el Campeonato Intercontinental contra Barrett, pero fue derrotado El 26 de abril, Kingston fue traspasado de vuelta a Raw como parte del Draft Suplementario. El 1 de mayo en Extreme Rules, Kingston derrotó a Sheamus en un Tables match para ganar por segunda vez en su carrera el Campeonato de Estados Unidos, trayendo de vuelta el título a la marca Raw en el proceso. La noche siguiente en Raw, Kingston se unió a Rey Mysterio para derrotar a Jack Swagger & Drew McIntyre. El 9 de mayo en Raw, Kingston defendió con éxito el campeonato contra Swagger. La semana siguiente en Raw, Kingston fue derrotado por su antiguo compañero de equipo, CM Punk. Luego de eso, Kingston reanudó su feudo con Dolph Ziggler, por quien fue derrotado el 23 de mayo en Raw, ganando Ziggler con esto una oportunidad por el Campeonato de Estados Unidos en Capitol Punishment. En el episodio del 6 de junio de Raw, Kingston derrotó a Zack Ryder. En Capitol Punishment, Kingston perdió el título ante Dolph Ziggler. Tuvo su revancha la noche siguiente en Raw, en donde se enfrentó a Ziggler en un 2-out-3 Falls match, ganando Ziggler la primera caída y Kingston la segunda, pero en la tercera caída Kingston ganó por descalificación debido a que Ziggler lo golpeó con un micrófono, por lo que no recuperó el título.
En Money in the Bank, Kingston compitió en el Raw Money in the Bank Ladder match, pero el ganador fue Alberto del Río. La noche siguiente en Raw, Kingston fue añadido a un torneo para coronar al nuevo Campeón de WWE (después de que el último campeón CM Punk se marchara de la empresa con el título), derrotando en la primera ronda a Alberto del Río antes de ser eliminado por The Miz en las semifinales. Debido a la eliminación de Alberto del Río, Kingston tuvo un pequeño feudo con él durante varias semanas. En SummerSlam, Kingston derrotó junto con Rey Mysterio & John Morrison a Alberto del Río, The Miz & R-Truth.

#### Alianzas con Evan Bourne y R-Truth (2011–2012)
El 22 de agosto en Raw, Kingston ganó los Campeonatos en Parejas de WWE junto con Evan Bourne después de derrotar a David Otunga & Michael McGillicutty. El 29 de agoston en Raw, el dúo ahora conocido como Air Boom tuvo su primera defensa exitosa de los títulos cuando derrotaron a Otunga & McGillicutty en una lucha de revancha. La semana siguiente en Raw, Air Boom derrotó a Jinder Mahal & The Great Khali en una lucha no titular. En Night of Champions, Air Boom retuvo los títulos ante The Miz & R-Truth por descalificación después de que Miz atacara a un árbitro de la WWE. El 23 de septiembre en SmackDown, Air Boom derrotó a The Usos en una lucha no titular. En los eventos Hell in a Cell y Vengeance, Air Boom retuvo los títulos dos veces ante Dolph Ziggler & Jack Swagger. Tras eso, Bourne fue suspendido durante noviembre por su primera violación a la política de bienestar de la compañía, pero Air Boom mantuvo los campeonatos. En Survivor Series, el Team Orton (Randy Orton, Kofi Kingston, Sheamus, Sin Cara & Mason Ryan) fue derrotado por el Team Barrett (Wade Barrett, Jack Swagger, Dolph Ziggler, Cody Rhodes, Hunico) en un 5-on-5 Survivor Series Traditional Elimination match, siendo Kingston eliminado por Barrett. En TLC: Tables, Ladders & Chairs, Air Boom hizo su regreso como equipo y retuvo exitosamente los títulos ante Primo & Epico.

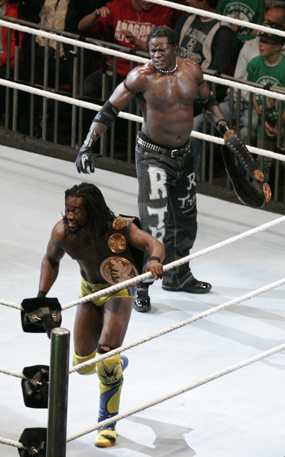
R-Truth & Kofi Kingston como Campeones en Parejas de la WWE.

El 15 de enero de 2012, Air Boom perdió los Campeonatos en Parejas de WWE ante Primo & Epico en un house show. La noche siguiente en Raw, Air Boom recibió su lucha de revancha pero no logró recuperar los títulos. Al día siguiente, Bourne fue suspendido nuevamente por su segunda violación a la política de bienestar de la WWE, por lo que Air Boom se disolvió definitivamente.
En Royal Rumble, Kingston participó en el Royal Rumble match entrando como el número 11 y aunque no ganó, tuvo un momento destacado cuando se salvó de la eliminación al caminar de manos por el suelo hasta llegar a los escalones metálicos y volver a entrar al ring. En Elimination Chamber, Kingston compitió en un Elimination Chamber match por el Campeonato de WWE contra el campeón CM Punk, The Miz, Dolph Ziggler, R-Truth y Chris Jericho, pero no logró capturar el título después de ser eliminado en tercer lugar por Jericho. Luego de eso, Kingston comenzó a hacer equipo con R-Truth, enfrentando a equipos como Primo & Epico y Dolph Ziggler & Jack Swagger, contra quienes ganaron y perdieron, respectivamente. El 27 de febrero en Raw, Kingston & Truth no lograron capturar los Campeonatos en Parejas de WWE de Primo & Epico en un Triple Threat Tag Team match, el cual también involucró a Ziggler & Swagger. En Wrestlemania XXVIII, el Team Teddy (Santino Marella, Kofi Kingston, R-Truth, Zack Ryder, The Great Khali & Booker T) fue derrotado por el Team Johnny (David Otunga, Mark Henry, Dolph Ziggler, Jack Swagger, The Miz & Drew McIntyre), por lo que John Laurinaitis ganó el control inmediato de las marcas Raw y SmackDown. El 30 de abril en Raw, Kingston & Truth derrotaron a Primo & Epico para ganar los Campeonatos en Parejas de WWE. En Over the Limit, Kingston & Truth defendieron con éxito los títulos contra Dolph Ziggler & Jack Swagger, así como nuevamente en una lucha de revancha el 28 de mayo en Raw. En el episodio del 4 de junio de Raw, Kingston & Truth derrotaron a Curt Hawkins & Tyler Reks. La semana siguiente en Raw, Kingston fue derrotado por Big Show en un Steel Cage match. En No Way Out, junto con Brodus Clay, Alex Riley y otras superestrellas atacadas anteriormente por Big Show, Kingston ayudó a John Cena a derrotarlo y conseguir con eso el despido de John Laurinaitis. En el pre-show de Money in the Bank, Kingston & Truth derrotaron a Hunico & Camacho en un combate no titular.
En ese mismo evento, Kingston & Truth comenzaron un feudo con The Prime Time Players (Titus O´Neil & Darren Young) luego de que durante el combate de estos contra Primo & Epico estuvieran como comentaristas invitados y posteriormente atacaran a su mánager, AW. La noche siguiente en Raw, defendieron con éxito los Campeonatos en Parejas de WWE contra The Prime Time Players. En SummerSlam, Kingston & Truth derrotaron una vez más a The Prime Time Players para retener los campeonatos. En Night of Champions, Kingston & Truth perdieron los Campeonatos en Parejas de WWE ante Daniel Bryan & Kane, y no pudieron recuperar los títulos en una lucha de revancha la noche siguiente en Raw. Para intentar recuperar los campeonatos, Kingston & Truth compitieron en un torneo para determinar a los contendientes #1, pero fueron derrotados por The Prime Time Players en la primera ronda, lo que provocó que Kingston y Truth acordaran disolverse como equipo y cada uno volviera a centrarse en sus carreras individuales.

#### Campeón de los Estados Unidos (2012–2014)
Después de derrotar a Michael McGillicutty en el episodio del 10 de octubre de Main Event, Kingston fue confrontado e insultado por el comentarista invitado y campeón Intercontinental The Miz, lo que provocó que Kingston lo desafiara a una lucha por el título, lo cual Miz aceptó. La semana siguiente en Raw, Kingston derrotó a Miz en un combate no titular. Dos noches después en Main Event, Kingston derrotó a Miz para ganar el Campeonato Intercontinental por cuarta vez en su carrera. Kingston derrotó a Miz en dos luchas de revancha, la primera el 28 de octubre en Hell in a Cell, y la segunda en el episodio del 6 de noviembre de SmackDown para retener el título. Luego de eso, Kingston comenzó un feudo con Wade Barrett cuando los dos fueron colocados en equipos contrarios en un 5-on-5 Survivor Series Traditional Elimination match en Survivor Series. En el evento, el Team Foley (Kofi Kingston, Team Hell No (Daniel Bryan & Kane), The Miz & Randy Orton) fue derrotado por el Team Ziggler (Dolph Ziggler, Wade Barrett, Damien Sandow, Alberto del Río & David Otunga), en donde Kingston fue eliminado por Barrett. La noche siguiente en Raw, Kingston fue derrotado por Barrett en un combate no titular. Cuatro noches más tarde en SmackDown, Kingston derrotó a Damien Sandow para retener el Campeonato Intercontinental, mientras que Barrett estaba en la mesa de comentaristas. En el episodio del 26 de noviembre de Raw, Kingston derrotó a Tensai. Cuatro noches después en SmackDown, Kingston se unió a Team Hell No para derrotar a Barrett & The Prime Time Players. El 3 de diciembre en Raw, Kingston, aún Campeón Intercontinental, recibió una oportunidad por el Campeonato de Estados Unidos contra el campeón Antonio Cesaro, R-Truth y Wade Barrett en un Fatal 4-Way match, pero no tuvo éxito después de que Cesaro lo cubriera para retener el título. En TLC: Tables, Ladders & Chairs, Kingston defendió con éxito el título contra Barrett. El 24 de diciembre en Raw, Kingston & The Miz derrotaron a Barrett & Antonio Cesaro. La semana siguiente en Raw, Kingston perdió el Campeonato Intercontinental ante Barrett, terminando su reinado a los 74 días.

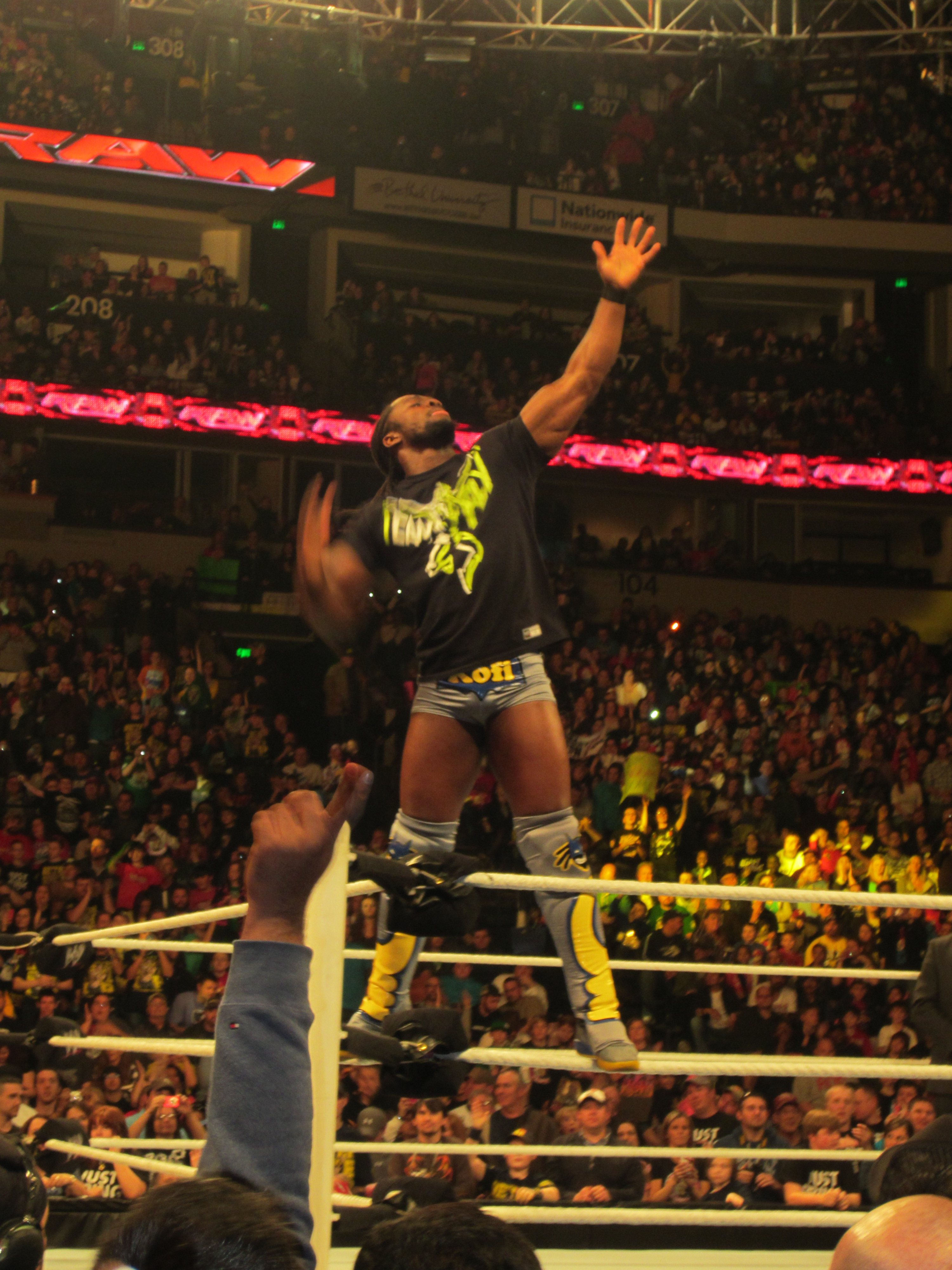
Kofi Kingston realizando el Boom Clap durante su entrada en febrero de 2013.

El 4 de enero de 2013 en SmackDown, Kingston recibió su lucha de revancha por el Campeonato Intercontinental, pero no tuvo éxito en recuperar el título. En Royal Rumble, Kingston participó en el Royal Rumble match entrando como el número 4 y tuvo otro momento destacado: después de eliminar a Tensai, fue sacado del ring pero cayó sobre la espalda de Tensai, este lo arrojó a la mesa de comentaristas y utilizó la silla giratoria de JBL para ir saltando con ella hasta el ring, logrando ingresar al combate nuevamente antes de ser eliminado por Cody Rhodes. El 1 de febrero en SmackDown, Kingston fue derrotado por Jack Swagger, quien hacía su regreso. En Elimination Chamber, Kingston fue derrotado por Dolph Ziggler y después de la lucha fue atacado por Big E Langston. Kingston volvió a ser derrotado por Ziggler en dos ocasiones, el 18 de marzo en Raw y el 22 de marzo en SmackDown.
El 12 de abril en SmackDown, Kingston derrotó al Campeón de Estados Unidos Antonio Cesaro en una lucha no titular. Tres noches más tarde en Raw, Kingston derrotó a Cesaro para ganar por tercera vez en su carrera el Campeonato de Estados Unidos. Kingston tuvo su primera defensa titular televisada el 1 de mayo en Main Event, derrotando a Cesaro en una lucha de revancha. El 6 de mayo en Raw, Kingston hizo equipo con The Usos para enfrentarse a The Shield (Dean Ambrose, Roman Reigns & Seth Rollins), pero fueron derrotados. El 19 de mayo en Extreme Rules, Kingston perdió el Campeonato de Estados Unidos ante Dean Ambrose, terminando su reinado en 34 días. Kingston recibió su revancha en el siguiente SmackDown, derrotando a Ambrose por descalificación después de que Roman Reigns y Seth Rollins interfirieron, por lo que no recuperó el título. The Shield continuaría atacando a Kingston hasta que Randy Orton y Sheamus aparecieron para salvarlo. Luego de eso, Theodore Long salió para establecer un 6-man Tag Team match que terminó con Ambrose cubriendo a Kingston para llevarse la victoria. Tres noches más tarde en Raw, Kingston falló nuevamente en recuperar el Campeonato de Estados Unidos de Ambrose. Cuatro noches más tarde en SmackDown, Kingston fue derrotado por Ryback, quien luego atravesó tres mesas con el cuerpo de Kingston, lesionándolo como consecuencia (kayfabe). Esto se hizo para sacar a Kingston de la televisión, ya que se sometería a una cirugía de codo y se esperaba que estuviese fuera de acción de cuatro a ocho semanas.
Kingston hizo su regreso el 15 de agosto en Raw, luciendo un nuevo atuendo de lucha y derrotando a Fandango. La siguiente semana en Raw, Kingston fue derrotado por el Campeón Mundial Peso Pesado Alberto del Río. Esa misma noche, participó en un Battle Royal para determinar al contendiente #1 al Campeonato de Estados Unidos de Dean Ambrose en SummerSlam, pero el ganador fue Rob Van Dam. El 22 de agosto en Superstars, Kingston derrotó con mucha facilidad a JTG. En el episodio del 6 de septiembre de SmackDown, Kingston derrotó al Campeón Intercontinental Curtis Axel en un combate no titular. Luego de eso, Kingston volvió a derrotar a Axel pero esta vez por descalificación el 9 de septiembre en Raw. Kingston recibió su oportunidad por el título el 15 de septiembre en Night of Champions, pero fue derrotado por Axel. A finales de septiembre, Bray Wyatt comenzaría a enviarle mensajes crípticos a Kingston después de sus combates, lo que los llevó a una lucha el 6 de octubre en Battleground, la cual Wyatt ganó. El 18 de octubre en SmackDown, Kingston & The Miz fueron derrotados por Erick Rowan & Luke Harper en una lucha por equipos. El 27 de octubre en el kick-off de Hell in a Cell, Kingston fue derrotado por Damien Sandow. El 30 de octubre en Main Event, Kingston se enfrentó Ryback para vengarse de lo provocado en el mes de mayo, pero fue derrotado. En el episodio del 18 de noviembre de Raw, Kingston & The Miz fueron derrotados por The Real Americans (Antonio Cesaro & Jack Swagger) después de que Miz abandonara a Kingston, lo que provocó que se iniciara un feudo entre los dos. En el kick-off de Survivor Series, Kingston fue derrotado por Miz. Durante las siguientes semanas, Kingston volvió a ser derrotado por Miz en múltiples combates, hasta que finalmente Kingston lo derrotó en TLC: Tables, Ladders & Chairs en un No Disqualification match.

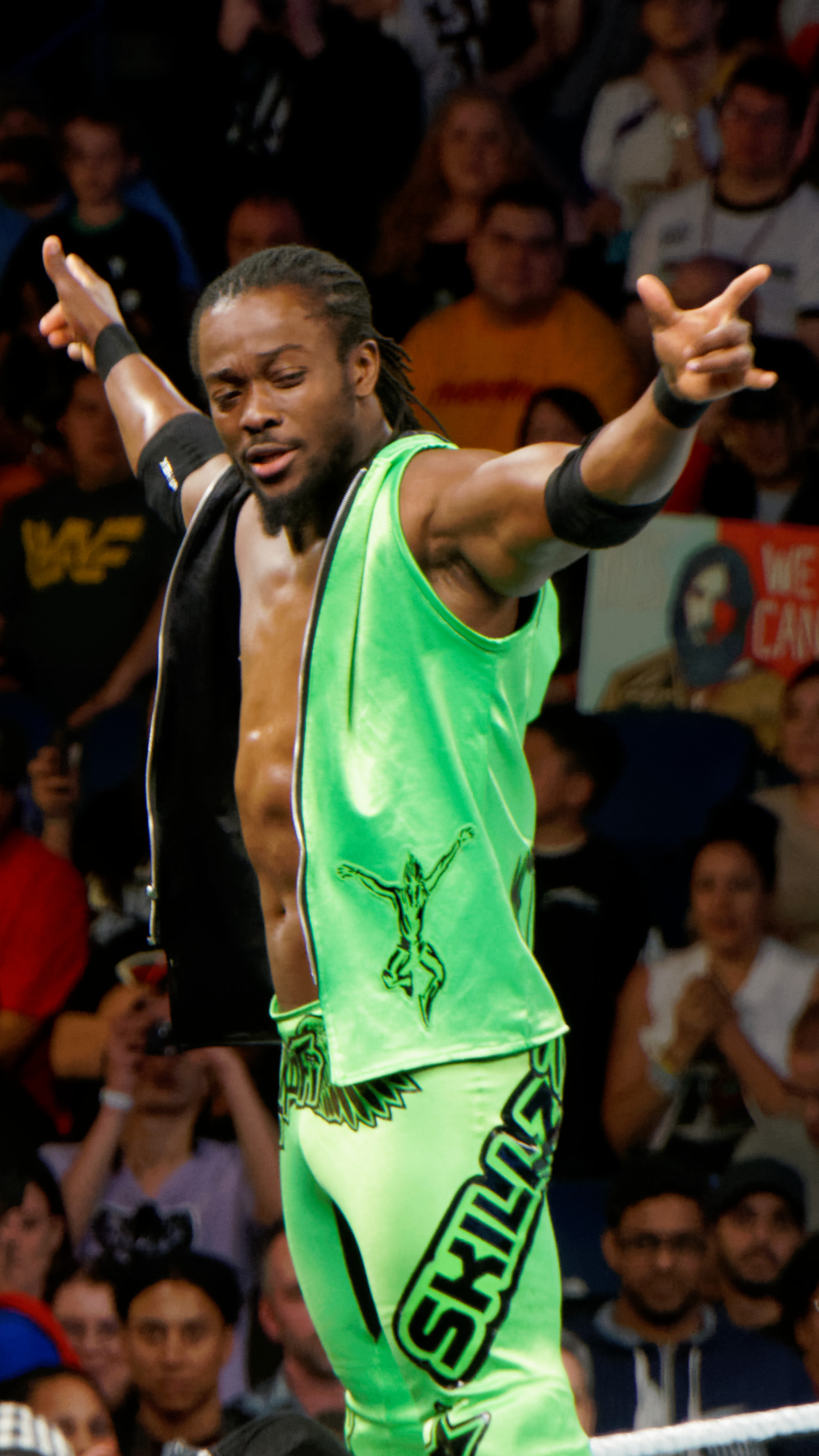
Kofi Kingston en abril de 2014.

En el episodio del 13 de enero de 2014 de Raw, Kingston derrotó al Campeón Mundial Peso Pesado de WWE Randy Orton en un combate no titular. La siguiente semana en Raw, Kingston se enfrentó nuevamente a Orton, pero se dejó perder por descalificación con tal de que John Cena, quien había aparecido, atacara a Orton.
En Royal Rumble, Kingston participó en el Royal Rumble match entrando como el número 8, y evitó la eliminación al aterrizar en la barricada de la multitud e hizo un salto de 11 pies para volver al ring. Luego fue la séptima persona eliminada por Roman Reigns. La noche siguiente en Raw, Kingston fue derrotado por Alberto del Río. Cuatro noches más tarde en SmackDown, Kingston derrotó a Damien Sandow. En el episodio del 14 de febrero de SmackDown, Kingston fue derrotado por Jack Swagger en un Fatal 4-Way match para determinar al contendiente #1 al Campeonato Intercontinental, el cual también incluyó a Mark Henry y Rey Mysterio. La siguiente semana en Raw, Kingston fue derrotado por Swagger. En el episodio del 21 de marzo de SmackDown, Kingston fue anunciado para participar en la primera edición anual del André the Giant Memorial Battle Royal en WrestleMania XXX. En el evento, Kingston tendría un momento sobresaliente en el combate, siendo lanzado por Cesaro por encima de la tercera cuerda y para evitar la eliminación mantuvo los dedos de los pies sobre los escalones metálicos, aunque más tarde sería eliminado por Sheamus. El 10 de abril en Superstars, Kingston fue derrotado por Titus O'Neil, por lo que inició un pequeño feudo con él y lo derrotó en varios eventos en vivo. En el episodio del 5 de mayo de Raw, Kingston participó en un Battle Royal por el Campeonato de Estados Unidos de Dean Ambrose, pero no logró llevarse la victoria. En esa misma noche, al igual que el 9 de mayo en SmackDown, fue derrotado por el recién debutante Rusev. En Payback, Kingston estaba programado para enfrentarse a Bo Dallas, pero fue atacado por Kane antes del combate debido a sus tuits en contra de Stephanie McMahon. Debido a eso, la lucha volvió a ser pactada para la noche siguiente en Raw, en donde Dallas se llevó la victoria. El 3 de junio en Main Event, Kingston & Goldust fueron derrotados por Erick Rowan & Luke Harper. En el episodio del 16 de junio de Raw, Kingston participó en un Battle Royal por el puesto vacante dentro de un Ladder match por el vacante Campeonato Mundial Peso Pesado de WWE, pero el ganador fue Roman Reigns. El 29 de junio en Money in the Bank, Kingston compitió en el Money in the Bank Ladder match, el cual fue ganado por Seth Rollins. Tras eso, inició un pequeño feudo con Cesaro, a quien derrotó en los episodios del 30 de junio y del 7 de julio de Raw. En Battleground, Kingston participó en un Battle Royal por el vacante Campeonato Intercontinental, en donde nuevamente evitó la eliminación al ser atrapado por Big E, quien lo ayudó a regresar al ring. A pesar de esto, no logró ganar el combate.

#### Formación de The New Day (2014–2018)
En el episodio del 21 de julio de Raw, luego de que Kingston & Big E fueran derrotados por Ryback & Curtis Axel, Xavier Woods apareció para hablar con ellos. Woods afirmó que Kingston y Big E no podían seguir adelante "besando a niños y estrechando manos" y se ofreció a gestionarlos. El dúo aceptó la oferta de Woods, y la noche siguiente en Main Event, Woods logró llevar a Kingston & Big E a una victoria decisiva sobre Heath Slater & Titus O'Neil. Sin embargo, el grupo de Woods se disolvió rápida y discretamente, como se vio en el episodio del 8 de agosto de SmackDown y en el episodio del 12 de agosto de Main Event, tanto Big E como Kingston volvieron a los combates individuales sin ningún signo o mención del grupo. En la edición del 15.º aniversario de SmackDown el 10 de octubre, Kingston fue derrotado por Seth Rollins.
A pesar de haberse disuelto en la televisión, Big E, Kingston y Woods continuaron su alianza en eventos en vivo. En octubre, la WWE comenzó a emitir viñetas de Kingston, Big E y Woods, anunciando el debut del grupo que habían formado ahora conocido como The New Day. Finalmente, The New Day hizo su debut el 28 de noviembre en SmackDown, derrotando a Titus O'Neil, Heath Slater y Curtis Axel. El trío comenzó un feudo con Goldust y Stardust, después de que una interferencia le costara a Big E & Kingston un Tag Team Turmoil match. Debido a eso, se programó un combate entre los dos equipos para el 14 de diciembre en el kick-off de TLC: Tables, Ladders & Chairs, en donde Kingston & Big E derrotaron a Gold & Stardust.

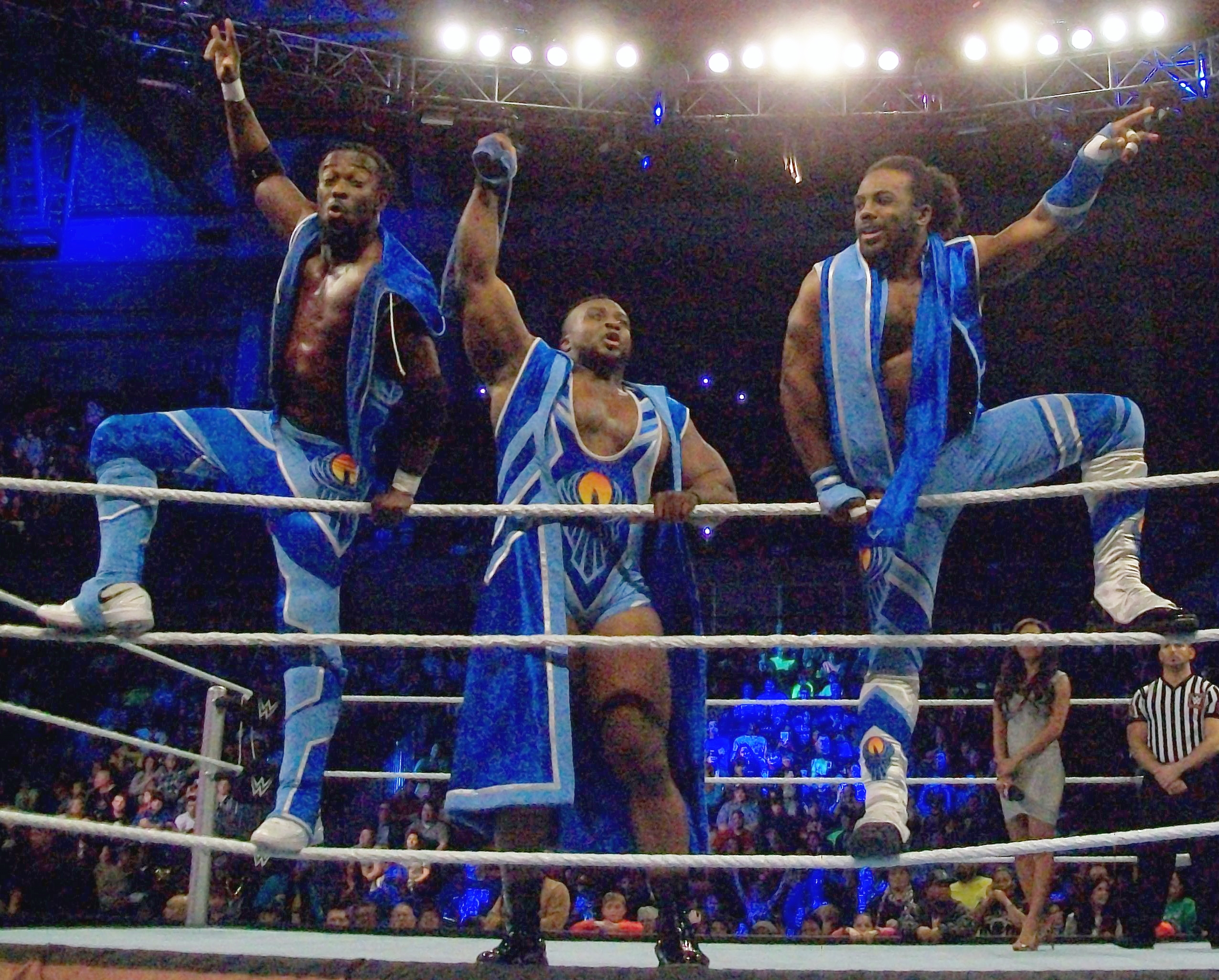
Kofi Kingston con Big E y Xavier Woods como The New Day en enero del 2015

En el kick-off de Royal Rumble, Kingston & Big E fueron derrotados por Cesaro & Tyson Kidd, quienes contaron con la compañía de Adam Rose y Natalya. En ese mismo evento, Kingston participó en el Royal Rumble match entrando como el número 17, pero fue eliminado por Rusev. Tras eso, Kingston volvió a derrotar en luchas en equipo a Gold & Stardust junto con Big E y Xavier Woods en los episodios del 9 y del 16 de febrero de Raw, respectivamente. En el episodio del 5 de marzo de SmackDown, Kingston & Big E derrotaron a The Miz & Damien Mizdow. El 29 de marzo durante el primer kick-off de WrestleMania 31, Kingston & Big E compitieron en un Tag Team Fatal 4-Way match por los Campeonatos en Parejas de WWE, pero los ganadores fueron los campeones Cesaro & Tyson Kidd. En ese mismo evento, durante el segundo kick-off del evento, los miembros de The New Day participaron en la segunda edición anual del André the Giant Memorial Battle Royal, pero ninguno de los tres logró ganar.
En el episodio del 6 de abril de Raw, Kingston cambió a heel por primera vez en su carrera, junto con Big E y Xavier Woods, cuando pateó a Kalisto durante el combate por equipos de Big E & Woods contra The Lucha Dragons mientras que el árbitro estaba distraído. En el episodio del 23 de abril de SmackDown, Kingston tuvo su primera lucha como heel, en donde derrotó a Cesaro. En Extreme Rules, Kingston & Big E derrotaron a Cesaro & Tyson Kidd para ganar los Campeonatos en Parejas de WWE por primera vez en conjunto. Debido a eso, The New Day utilizó la regla Freebird, para que Woods también fuera reconocido como campeón y así pudiera defender los títulos al igual que Kingston y Big E. En el episodio del 14 de mayo de SmackDown, Kingston fue derrotado por Tyson Kidd. En Payback, Kingston & Big E derrotaron a Cesaro & Kidd en un 2-out-of-3 Falls Tag Team match para retener los títulos. La noche siguiente en Raw, Kingston & Big E volvieron a retener los campeonatos ante Cesaro & Kidd. En Elimination Chamber, The New Day derrotó a Cesaro & Kidd, The Lucha Dragons, The Ascension, Los Matadores y The Prime Time Players para retener los títulos en el primer Elimination Chamber Tag Team match de la historia; a los tres miembros se les permitió competir debido a una estipulación previa al combate. En ese mismo evento, Kingston, Roman Reigns, Randy Orton, Sheamus, Dolph Ziggler y Neville fueron anunciados como los competidores del Money in the Bank Ladder match. La noche siguiente en Raw, Kingston fue derrotado por Dolph Ziggler. Después de la lucha, The New Day comenzó a atacar a Ziggler hasta que The Prime Time Players salió para hacer el salve. Debido a eso, e inmediatamente después, se pactó un 6-man Tag Team match entre ambos equipos, en el cual The New Day fue derrotado. En el episodio del 4 de junio de SmackDown, Kingston fue derrotado por Neville. Esa misma noche, Kane se añadió al Money in the Bank Ladder match. La siguiente semana en Raw, Kingston fue derrotado por Roman Reigns. Tres noches después en SmackDown, Kingston hizo equipo con Kane & Sheamus para enfrentar a Reigns, Randy Orton & Neville, pero fueron derrotados por descalificación. En Money in the Bank, Kingston no logró ganar el Money in the Bank Ladder match, siendo Sheamus el ganador. Más tarde en el evento, Big E & Woods perdieron los Campeonatos en Parejas de WWE ante The Prime Time Players. El 4 de julio, en el evento en vivo The Beast in the East en Tokio, Japón, Kingston fue rápidamente derrotado por Brock Lesnar. En Battleground, Kingston & Big E recibieron su lucha de revancha por los títulos, pero fueron derrotados por The Prime Time Players. Sin embargo, The New Day ganaría los títulos por segunda vez en conjunto después de derrotar a The Prime Time Players, The Lucha Dragons y Los Matadores en un Tag Team Fatal 4-Way match en SummerSlam.
La noche siguiente en Raw, The Dudley Boyz hicieron su regreso a la WWE y atacaron a The New Day, con Woods atravesando una mesa con su cuerpo con el 3D. La semana siguiente en Raw, Kingston & Big E fueron derrotados por The Dudley Boyz. En la edición del 7 de septiembre de Raw, Kingston & Big se aliaron a Seth Rollins para enfrentar a The Prime Time Players & John Cena, pero fueron derrotados. La siguiente semana en Raw, The New Day retuvo los títulos ante The Prime Time Players. En Night of Champions, Kingston & Big E fueron derrotados por The Dudley Boyz por descalificación en una lucha titular, por lo que retuvieron los campeonatos. Durante las siguientes semanas, The New Day impidió en varias ocasiones que Dolph Ziggler respondiera al desafío abierto por el Campeonato de Estados Unidos de John Cena, respondiéndolo Big E y Xavier Woods, pero no lograron ganar el título. El 25 de octubre en Hell in a Cell, a pesar de no contar con la compañía y ayuda de Woods debido a una lesión, Kingston & Big E derrotaron a The Dudley Boyz para retener los títulos. En el episodio del 2 de noviembre de Raw, The New Day formó parte del Team Rollins para enfrentar al Team Reigns en un 5-on-5 Survivor Series Traditional Elimination match, pero fueron derrotados por descalificación. En Survivor Series, The New Day, Sheamus & King Barrett fueron derrotados por The Usos, The Lucha Dragons & Ryback en un 5-on-5 Survivor Series Traditional Elimination match después de que The New Day abandonara a Sheamus luego de la eliminación de Big E. En TLC: Tables, Ladders & Chairs, Kingston & Big E retuvieron los títulos ante The Lucha Dragons y The Usos en un Tag Team Ladder match. En el episodio del 28 de diciembre de Raw, Kingston fue derrotado por Kalisto.

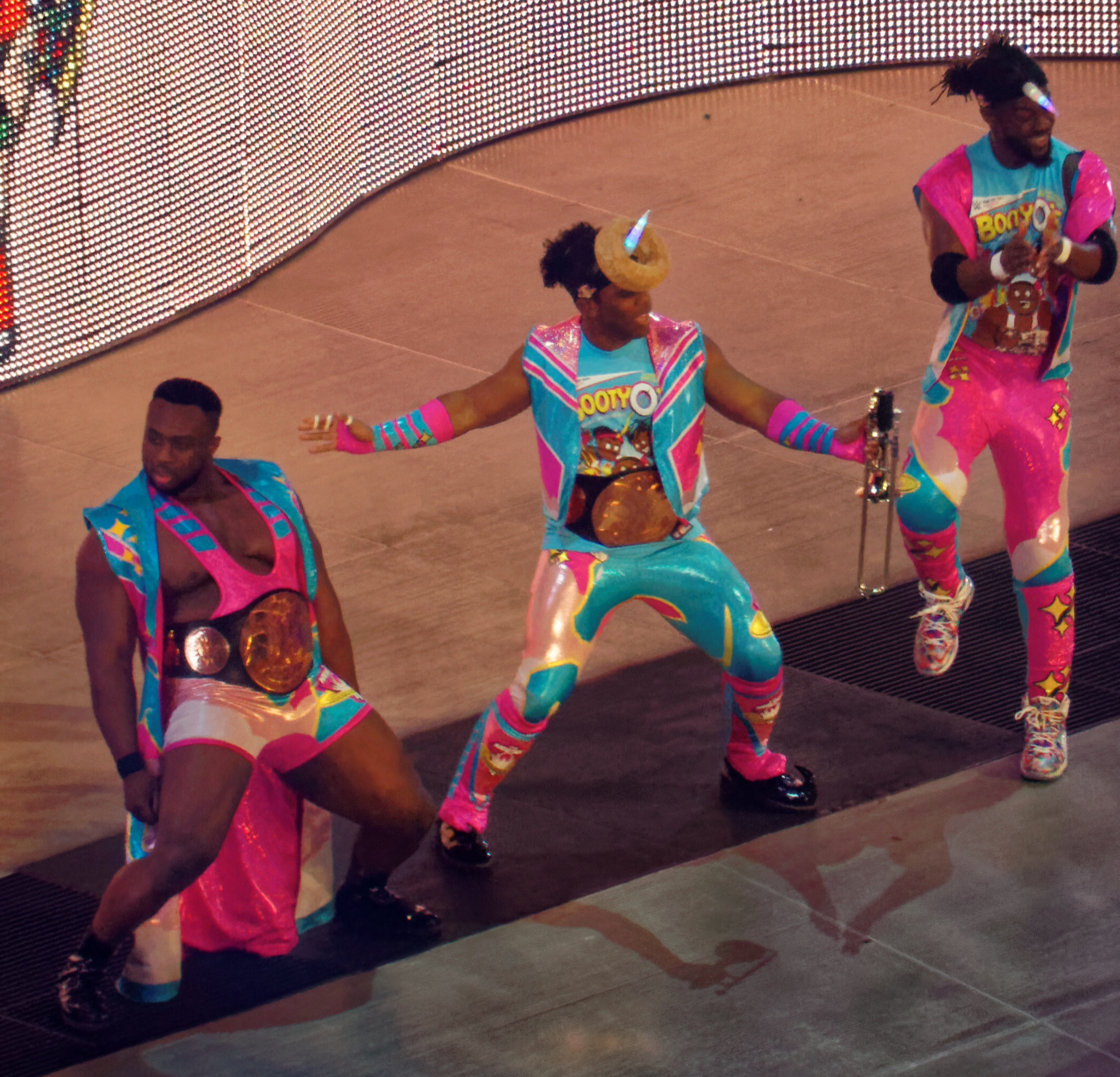
The New Day como Campeones en Parejas de la WWE la noche después de WrestleMania 32.

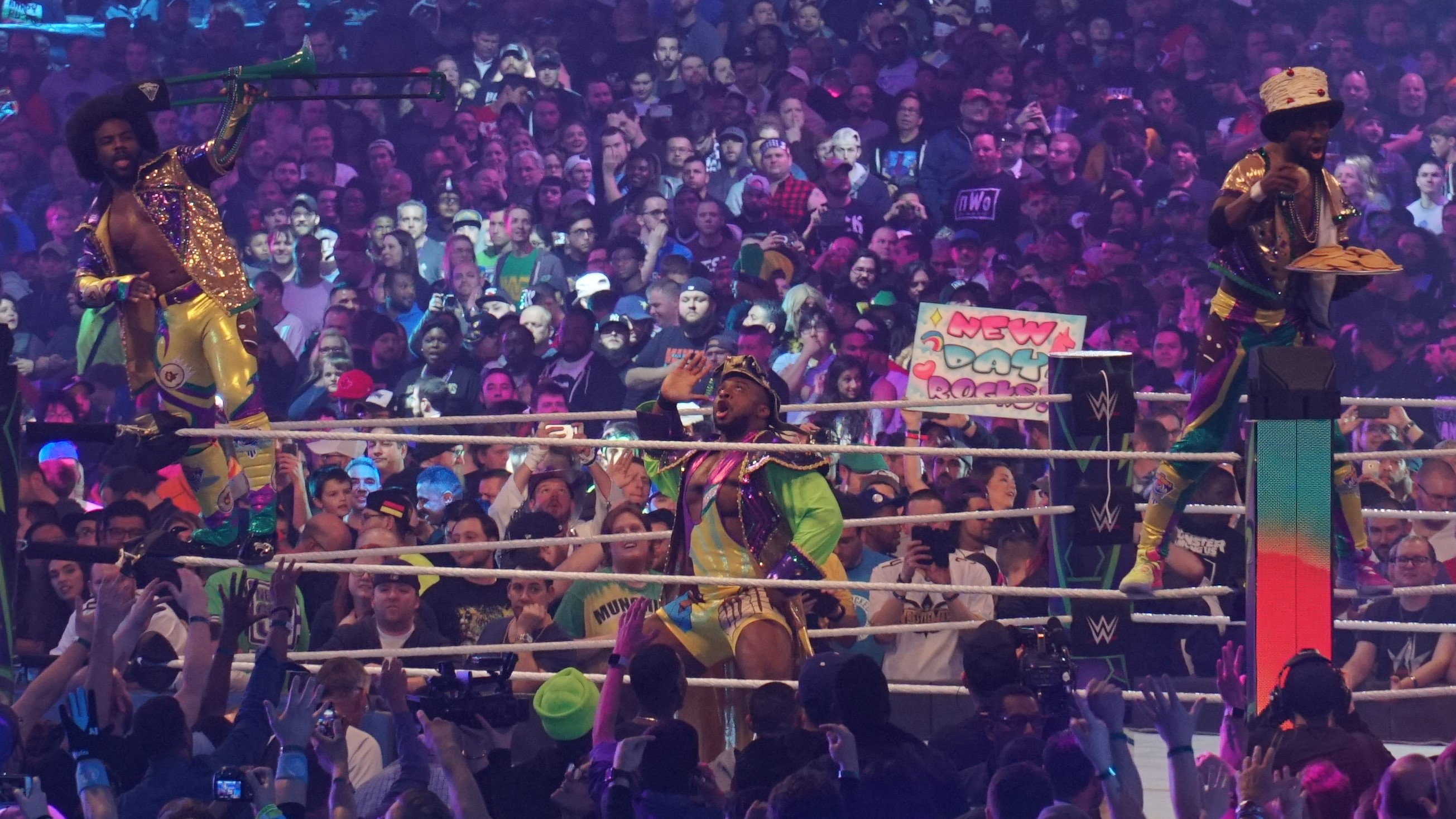
The New Day en WrestleMania 34.

En Royal Rumble, Kingston & Big E defendieron con éxito los Campeonatos en Parejas de WWE contra The Usos. En ese mismo evento, Kingston participó en el Royal Rumble match por el Campeonato Mundial Pesado de la WWE de Roman Reigns entrando como el número 10, evitando una vez más la eliminación al ser arrojado por la cuerda superior y caer sobre Big E, quien lo regresó al ring antes de ser eliminado por Chris Jericho. En el episodio del 1 de febrero de Raw, Kingston & Big E fueron derrotados por Roman Reigns & Dean Ambrose. Tres días después en SmackDown, The New Day derrotó a The Social Outcasts (Heath Slater, Curtis Axel & Adam Rose). La semana siguiente en Raw, The New Day junto con Mark Henry fueron derrotados por The Usos & The Dudley Boyz en un Tag Team Tables match. En Fastlane, los miembros de The New Day aparecieron como invitados en el segmento The Cutting Edge Peep Show de Edge y Christian. Durante el segmento, fueron interrumpidos y confrontados por The League of Nations (Sheamus, King Barrett, Rusev & Alberto del Río), a quienes The New Day terminó humillando junto con Edge y Christian, cambiando Kingston con esto a tweener junto con sus compañeros. En el episodio del 7 de marzo de Raw, Kingston & Big E derrotaron a Chris Jericho & AJ Styles para retener los títulos, con Jericho atacando a Styles después del combate. Luego de eso, The New Day derrotó a Sheamus & King Barrett para retener los campeonatos en el evento en vivo Roadblock, iniciando oficialmente un feudo con The League of Nations. En el episodio del 14 de marzo de Raw, The New Day defendió con éxito los títulos ante Rusev & Alberto del Río. Después del combate, The League of Nations atacó a The New Day, cambiando Kingston definitivamente a face al igual que el resto de The New Day. El 17 de marzo, Kingston superó a John Morrison para convertirse en el campeón en Parejas de WWE con el reinado acumulado más largo en la historia, con 541 días. Durante las siguientes semanas, Kingston se enfrentó en luchas individuales a los miembros de The League of Nations, derrotando a King Barrett y Sheamus pero siendo derrotado por Alberto del Río. En WrestleMania 32, The New Day fue derrotado por Sheamus, Rusev & del Río en un 6-Man Tag Team match. La noche siguiente en Raw, Kingston & Big E volvieron a retener los campeonatos ante Sheamus & Barrett, terminando con esto el feudo.
Tras eso, The New Day comenzó un feudo con The Vaudevillains, quienes ganaron una oportunidad por los Campeonatos en Parejas de WWE. El 12 de mayo en SmackDown, Kingston fue derrotado por Aiden English después de que este sujetara sus pies en las cuerdas durante el pinfall. En Extreme Rules, Big E & Xavier Woods defendieron con éxito los títulos contra The Vaudevillains después de que Woods cubriera a English. En el episodio del 30 de mayo de Raw, The New Day derrotó a The Vaudevillains en un combate no titular por descalificación después de ser atacados por Karl Anderson y Luke Gallows. En el episodio del 2 de junio de SmackDown, Kingston fue derrotado por AJ Styles en una lucha individual. Dos semanas después en SmackDown, Kingston derrotó a English, Luke Gallows y Big Cass en un Fatal 4-Way match. En Money in the Bank Kingston & Big E retuvieron exitosamente los títulos ante The Vaudevillains, Luke Gallows & Karl Anderson y Big Cass & Enzo Amore en un Tag Team Fatal 4-Way match. La noche siguiente en Raw, The New Day confrontó a The Wyatt Family después de interrumpir a Bray Wyatt. El incidente provocó el inicio de una rivalidad entre The New Day y The Wyatt Family. Durante las siguientes semanas, The New Day comenzó a hacer promos similares a los de The Wyatt Family, en donde se vestían con ropa similar a la usada por Erick Rowan y Luke Harper. En el episodio del 4 de julio de Raw, Woods dejó a Kingston y Big E solos en el ring después de decirles que necesitaban entrar en razón acerca de que con The Wyatt Family no se debía jugar. La rivalidad llevó a ambos grupos a un 6-Man Tag Team match en Battleground, en donde The New Day fue derrotado por The Wyatt Family (Bray Wyatt, Erick Rowan & Braun Strowman).
Debido al Draft y a la nueva separación de marcas, Kingston, junto con sus compañeros de The New Day, fue mandado a la marca Raw. Tres días después, el 22 de julio, Kingston, junto con Xavier Woods y Big E, se convirtió en el campeón en Parejas de WWE con el reinado más largo en la historia, rompiendo el récord de 331 días establecido anteriormente por Paul London y Brian Kendrick. Después de que SmackDown estableciera los Campeonatos en Parejas de SmackDown luego de la separación de marcas, los títulos que tenía The New Day se cambiaron por los Campeonatos en Parejas de Raw. En SummerSlam, Kingston & Woods fueron derrotados por Luke Gallows & Karl Anderson por descalificación en una lucha por los títulos después de que Big E, quien había sido lesionado por los dos, hizo su regreso y los atacó. En el episodio del 29 de agosto de Raw, Kingston & Big E se unieron a Bayley para derrotar a Gallows, Anderson & Dana Brooke en un Mixed Tag Team match. En Clash of Champions, The New Day derrotó a Gallows & Anderson en una lucha de revancha para retener los títulos. La noche siguiente en Raw, Kingston & Big E volvieron a retener los campeonatos ante Gallows & Anderson. Luego de eso, The New Day tendría una rivalidad con el impredecible equipo de Cesaro y Sheamus, quienes derrotaron a Big E & Woods por descalificación en Hell in a Cell en una lucha titular, por lo que The New Day mantuvo los campeonatos. En el episodio del 31 de octubre de Raw, The New Day reveló que fueron nombrados capitanes del Team Raw para el Traditional Survivor Series Elimination Tag Team match en Survivor Series. En el evento, el Team Raw (The New Day (Big E & Kofi Kingston), Cesaro & Sheamus, Luke Gallows & Karl Anderson, Enzo Amore & Big Cass y The Shining Stars (Primo & Epico)) derrotó al Team SmackDown (Heath Slater & Rhyno, The Hype Bros (Zack Ryder & Mojo Rawley), American Alpha (Chad Gable & Jason Jordan), The Usos (Jimmy & Jey Uso) y Breezango (Fandango & Tyler Breeze)). En aquel combate, The New Day eliminó a Breezango pero fue eliminado por The Usos. En el episodio del 21 de noviembre de Raw, The New Day retuvo exitosamente los títulos contra los únicos sobrevivientes del Team Raw, Cesaro & Sheamus. La siguiente semana en Raw, The New Day derrotó a Gallows & Anderson para otra defensa exitosa de los títulos. Debido a que The New Day interfirió en la lucha para determinar a los contendientes #1 a los Campeonatos en Parejas de Raw entre Cesaro & Sheamus y Gallows & Anderson el 5 de diciembre en Raw, tuvieron que defender los títulos la siguiente semana en Raw contra ambos equipos en un Triple Threat Tag Team match, saliendo victoriosos y convirtiéndose con eso en el equipo con el reinado más largo con un campeonato en parejas en la historia de la WWE, el cual le pertenecía anteriormente a Demolition. Sin embargo, durante los festejos tras bastidores, empaparon con champaña a Stephanie McMahon, causando su enojo y la programación de una lucha titular más, en este caso contra Chris Jericho & Kevin Owens. Más tarde esa misma noche, Mick Foley, para complicar más el panorama de The New Day, agregó a Roman Reigns & Seth Rollins al combate, convirtiéndolo en otro Triple Threat Tag Team match, en donde Woods reemplazó a Kingston. En dicho combate, The New Day salió como triunfador después de que Woods cubriera a Jericho tras un Pedigree de Rollins, siendo este último sacado del ring por Big E en ese momento, por lo que finalmente pudieron superar el récord antes mencionado. Finalmente, en Roadblock: End of the Line, The New Day perdió los títulos ante Cesaro & Sheamus, terminando así su reinado récord de 483 días. En el episodio del 26 de diciembre de Raw, The New Day hizo efectiva su lucha de revancha por los títulos, pero no lograron recuperar los títulos.
A pesar de haber perdido los títulos, The New Day siguió con su lema de "Power Of Positivity" ("El Poder de la Positividad"). En el episodio del 2 de enero de 2017 de Raw, al igual que en semanas posteriores, Titus O'Neil intentó unirse a The New Day, pero lo único que logró fue tener luchas individuales contra cada uno de los integrantes, los cuales ganaron Kingston y sus compañeros. En el episodio del 23 de enero de Raw, Kingston & Big E hicieron equipo con Enzo Amore & Big Cass en un 8-Man Tag Team match, en donde fueron derrotados por O'Neil, Braun Strowman, Jinder Mahal & Rusev. En Royal Rumble, Kingston participó en el Royal Rumble match entrando como el número 14 y fue eliminado por Cesaro y Sheamus. Durante el combate, Kingston realizó otra hazaña para evitar ser eliminado: cuando estaba parado sobre uno de los esquineros, Baron Corbin lo empujó hacia atrás para sacarlo del ring, pero lugar de eso Kingston cayó directamente atrás del poste, al cual abrazó y posteriormente se agarró de las cuerdas para lograr regresar al ring. Tras eso, The New Day estrenó una máquina de helados, utilizándola temporalmente durante su entrada mientras Kingston la conducía. En el episodio del 6 de febrero de Raw, Kingston & Big E derrotaron a Primo & Epico. La siguiente semana en Raw, Kington derrotó a Bo Dallas en una lucha individual. Durante las siguientes semanas, The New Day tuvo un feudo con Rusev, Mahal y Lana, el cual tuvo que ser cancelado debido a una lesión de Rusev. Luego de eso, los miembro de The New Day fueron revelados como los anfitriones de WrestleMania 33, en donde presentaron a The Hardy Boyz (Matt Hardy & Jeff Hardy), quienes hacían su regreso a la WWE. La noche siguiente en Raw, The New Day lanzó un desafío abierto a cualquier equipo que quisiera enfrentarse a ellos, el cual fue respondido por el equipo debutante The Revival (Dash Wilder & Scott Dawson), siendo Big E & Woods derrotados por ellos. Después del combate, The Revival atacó a Kingston. El 10 de abril, se anunció en WWE.com y Twitter que Kingston había sufrido una lesión en el tobillo debido al ataque de The Revival que requeriría cirugía. El 11 de abril, Kingston y sus compañeros de The New Day fueron traspasados a la marca SmackDown como parte del Superstar Shake-up. The New Day hizo su debut en la marca en "Talking Smack", el post-show de SmackDown el 23 de mayo, sin embargo, no lucharon ni hicieron acto de presencia en SmackDown debido a la lesión de Kingston.
The New Day hizo su regreso oficial el 30 de mayo en SmackDown, anunciando su objetivo de derrotar a The Usos y ganar los Campeonatos en Parejas de SmackDown. En el episodio del 13 de junio de SmackDown, Kingston & Woods hicieron equipo con Fandango & Tyler Breeze para derrotar a The Usos & The Colons (Primo Colon & Epico Colon). The New Day y The Usos se enfrentaron en una lucha por los títulos en Money in the Bank, donde Big E & Kingston salieron victoriosos cuando The Usos deliberadamente se dejaron derrotar por cuenta fuera, conservando así los títulos. En el episodio del 18 de julio de SmackDown, Kingston fue derrotado por Jimmy Uso. The New Day obtuvo una lucha de revancha por los títulos contra The Usos en Battleground, donde Kingston & Woods lograron capturar los títulos, convirtiendo a Kingston en el primer luchador en ganar los Campeonatos en Parejas de SmackDown, los extintos Campeonatos Mundiales en Parejas y los Campeonatos en Parejas de la WWE/Raw. Sin embargo, en el pre-show de SummerSlam, Big E & Woods perdieron los títulos ante The Usos, terminando su reinado a los 28 días. El 12 de septiembre en el episodio promocionado como Sin City SmackDown, Kingston & Big E derrotaron a The Usos en un "Sin City Street Fight" para ganar los Campeonatos en Parejas de SmackDown por segunda vez en conjunto, pero los perdieron nuevamente ante The Usos en Hell in a Cell en un Tag Team Hell in a Cell match. En la edición del 23 de octubre de Raw, The New Day junto con otras superestrellas de SmackDown le tendieron una emboscada a las superestrellas de Raw por órdenes de Shane McMahon. The New Day apareció nuevamente en la edición del 6 de noviembre de Raw entre la multitud, lo que causó la distracción de Seth Rollins y Dean Ambrose durante su combate y eso les costó los Campeonatos en Parejas de Raw. La noche siguiente en SmackDown, Kingston derrotó a Sami Zayn. En la edición del 14 de noviembre de Smackdown, The Shield lideró un ataque con las superestrellas de Raw después de invadir SmackDown, similar al liderado por SmackDown y atacó a todos, incluyendo a The New Day. En Survivor Series, The New Day fue derrotado por The Shield. En el episodio del 21 de noviembre de SmackDown, Kingston & Big E fueron derrotados por Sami Zayn & Kevin Owens en un Tag Team Lumberjack match. En Clash of Champions, The New Day no logró recuperar los Campeonatos en Parejas de SmackDown de The Usos en un Fatal 4-Way Tag Team match, en el que también compitieron el equipo de Rusev & Aiden English y el de Chad Gable & Shelton Benjamin.
En Royal Rumble, Kingston participó en el Royal Rumble match entrando como el número 16 pero no pudo ganar el combate después de ser eliminado por Andrade Cien Almas. En el episodio del 30 de enero de 2018 de SmackDown, Kingston fue derrotado por Rusev en un Fatal 4-Way match para determinar al contendiente #1 al Campeonato de Estados Unidos, el cual también involucró a Jinder Mahal y Zack Ryder. Después de eso, The New Day renovaría su rivalidad con The Usos cuando ganaron una lucha por los Campeonatos en Parejas de SmackDown en Fastlane, la cual terminaría sin resultado debido a la interferencia y a un violento ataque de The Bludgeon Brothers. En WrestleMania 34, The New Day se enfrentó a The Usos y The Bludgeon Brothers en un Triple Threat Tag Team match por los títulos, pero estos últimos salieron victoriosos después de que Harper cubriera a Kingston. Dos noches después en SmackDown, The Usos derrotarían a The New Day para ganar una lucha de revancha contra The Bludgeon Brothers por los Campeonatos en Parejas de SmackDown en The Greatest Royal Rumble en Jeddah, Arabia Saudita. En el evento, Kingston participó en el Greatest Royal Rumble match entrando como el número 9, eliminando junto con Xavier Woods a Tony Nese antes de ser eliminado por Elias.
El 6 de mayo en Backlash, The New Day (al igual que Rusev, Aiden English, No Way Jose, Breezango, Titus O'Neil, Apollo Crews y Dana Brooke) aparecieron para interrumpir a Elias mientras que este trataba de tocar una canción con su guitarra, concluyendo el segmento con Elias siendo atacado sorpresivamente por Bobby Roode. En el episodio del 15 de mayo de SmackDown, Big E & Woods derrotaron a Cesaro & Sheamus para ganar un puesto dentro del Money in the Bank Ladder match en Money in the Bank. El 29 de mayo en SmackDown, The New Day derrotó a Cesaro, Sheamus & The Miz. La semana siguiente en SmackDown, The New Daw derrotó a The Miz, Rusev & Samoa Joe. En Money in the Bank, Kingston ocupó el puesto ganado por The New Day en el Money in the Bank Ladder match, pero el ganador fue Braun Strowman. Luego de eso, The New Day inició un feudo con el equipo debutante SAni†Y (Eric Young, Alexander Wolf & Killian Dain), quienes atacaron a Kingston y a sus compañeros durante una competencia de comida. El 15 de julio en el kick-off de Extreme Rules, The New Day fue derrotado por SAni†Y en un Tables match después de que Young lanzara a Kingston contra una mesa. Debido a eso, Kingston se enfrentó a Young dos noches después en SmackDown, pero fue derrotado. Luego de eso, The New Day compitió en un pequeño torneo para determinar a los contendientes #1 a los Campeonatos en Parejas de SmackDown, derrotando a SAni†Y en la primera ronda y a The Bar (Cesaro & Sheamus) en la final para ganar la oportunidad por los títulos en SummerSlam. En el evento, The New Day derrotó a The Bludgeon Brothers por descalificación después de que Rowan golpeara a Woods con un mazo, por lo que no lograron ganar los títulos. Sin embargo, dos noches más tarde en SmackDown, The New Day derrotó a The Bludgeon Brothers en un No Disqualification match para capturar los títulos por tercera vez. En el kick-off de Hell in a Cell, The New Day derrotó exitosamente a Rusev & Aiden English para retener los títulos. Luego de eso, The New Day inició un feudo con The Bar (Cesaro & Sheamus), siendo Kingston derrotado por Cesaro en el episodio del 18 de septiembre de SmackDown. Después de varias semanas de feudo, el 6 de octubre en el evento Super Show-Down, The New Day tuvo otra defensa exitosa de los títulos al derrotar a The Bar. Sin embargo, el 16 de octubre en el SmackDown 1000, a pesar de una pequeña interferencia de Kingston (quien estuvo en la esquina de sus compañeros), The New Day perdió los títulos ante The Bar debido a una interferencia de Big Show, quien le aplicó un Chokeslam a Kingston a través de una mesa de comentaristas y luego distrajo a Big E para que este fuera atacado y cubierto por Sheamus para conseguir la victoria. La siguiente semana en SmackDown, Kingston fue derrotado por Big Show. El 2 de noviembre en el evento Crown Jewel, desde Riad, Arabia Saudita, The New Day fue derrotado por The Bar en su lucha de revancha por los Campeonatos en Parejas de SmackDown después de que Show golpeara a Big E con un KO Punch mientras que el árbitro estaba distraído.

#### Campeón Mundial de WWE (2018–2019)
En el episodio del 6 de noviembre de SmackDown, The New Day fue derrotado por The Usos en una lucha para determinar a los capitanes para el Team SmackDown en un Traditional Survivor Series Elimination Tag Team match en Survivor Series. Sin embargo, después del combate, fueron los primeros seleccionados por The Usos como miembros del Team SmackDown. En el kick-off de Survivor Series, Kingston estuvo junto con Alexander Wolfe en la esquina del Team SmackDown (The Usos (Jimmy Uso & Jey Uso), The New Day (Big E & Woods), SAni†Y (Eric Young & Killian Dain), Luke Gallows & Karl Anderson y The Colóns (Epico Colón & Primo Colón)), quien derrotó al Team Raw (Chad Gable & Bobby Roode, The Revival (Dash Wilder & Scott Dawson), The B-Team (Bo Dallas & Curtis Axel), Lucha House Party (Lince Dorado, Kalisto & Gran Metalik) & The Ascension (Konnor & Viktor)), aunque The New Day fue el último equipo eliminado del Team SmackDown después de que Wilder eliminara a Woods. El 24 de noviembre en el evento en vivo Starrcade, los tres integrantes de The New Day fueron derrotados por The Bar en una lucha por los Campeonatos en Parejas de SmackDown. En el episodio del 27 de noviembre de SmackDown, Kingston derrotó a The Miz. En TLC: Tables, Ladders & Chairs, The New Day recibió otra oportunidad por los títulos, pero Kingston & Woods fueron derrotados por The Bar en un Triple Threat match que también involucró a The Usos.
En el episodio del 1 de enero de 2019 de SmackDown, los integrantes de The New Day anunciaron su participación en el Royal Rumble match. El 27 de enero en Royal Rumble, Kingston ingresó al combate como el número 12, pero fue eliminado por Drew McIntyre.
En la edición del 12 de febrero de SmackDown, se anunció que un miembro de The New Day reemplazaría a Mustafa Ali en un Elimination Chamber match por el Campeonato de WWE, siendo Kingston el escogido para reemplazarlo. Más tarde esa misma noche, Kingston compitió en un Gauntlet match junto con los otros cinco competidores, donde comenzó el combate y fue elogiado críticamente por su desempeño en más de una hora mientras eliminaba al campeón Daniel Bryan, Jeff Hardy y Samoa Joe antes de ser eliminado por AJ Styles. En Elimination Chamber, Kingston ingresó al Elimination Chamber match con el puesto número 3 y eliminó a Randy Orton, pero no logró ganar el Campeonato de WWE después de haber sido el último eliminado por el eventual ganador Bryan. Después de eso, Kingston fue ovacionado y aplaudido por la multitud debido a su desempeño durante el combate. Se suponía que Kingston se enfrentaría a Daniel Bryan en una lucha individual por el Campeonato de WWE en Fastlane, pero fue reemplazado durante la firma de contrato por Kevin Owens (quien hacía su regreso) por órdenes de Vince McMahon. El 10 de marzo en Fastlane, Kingston aparentemente fue agregado al combate por McMahon, pero luego de ingresar al ring, se anunció que enfrentaría a The Bar (Cesaro & Sheamus) en un 2-on-1 Handicap Tornado match, en el que posteriormente Kingston fue derrotado. En el siguiente episodio de SmackDown, Kingston tendría otro desafío establecido por Mr. McMahon. Esta vez, para enfrentar a Daniel Bryan en una lucha por el Campeonato de la WWE en WrestleMania 35, Kingston tendría que derrotar a Sheamus, Cesaro, Rowan, Samoa Joe y Randy Orton uno tras otro en un Gauntlet match la semana siguiente en SmackDown. Kingston (quien recibió el apoyo de AJ Styles, Kevin Owens, The Miz, y el resto del elenco de SmackDown) ganó el Gauntlet match antes de que Mr. McMahon le dijera que tenía un oponente más, siendo el mismísimo Daniel Bryan, por quien finalmente fue derrotado. En la edición del 26 de marzo de SmackDown, Mr. McMahon anunció que Big E y Xavier Woods de The New Day competirían en un Tag Team Gauntlet match, y si derrotaban a todos los equipos, Kingston iría a WrestleMania 35 para enfrentar a Bryan en una lucha por el Campeonato de WWE. Big E & Woods derrotarían a Luke Gallows & Karl Anderson, Shinsuke Nakamura & Rusev, The Bar, The Usos (quienes abandonaron el combate) y el equipo de Daniel Bryan & Rowan. Mr. McMahon confirmaría al final del programa que Kingston enfrentaría a Bryan en una lucha por el Campeonato de WWE en WrestleMania 35.
En WrestleMania 35, Kingston derrotó a Bryan para ganar el Campeonato de WWE por primera vez en su carrera, por lo que se convirtió en el primer hombre nacido en África en ganar el Campeonato de WWE, al igual que en el trigésimo Campeón de Triple Corona de WWE y en el vigésimo Campeón de Grand Slam (en el décimo tercero dentro del formato actual). La noche siguiente en Raw, Kingston se enfrentó al Campeón Universal de WWE Seth Rollins en un Winner Take All match por el Campeonato de WWE y el Campeonato Universal de WWE, el cual terminó sin resultado debido de una interferencia de Cesaro y Sheamus, a quienes Kingston y Rollins derrotaron inmediatamente después en una lucha por equipos. La noche siguiente en SmackDown, The New Day derrotó a Cesaro, Sheamus & Drew McIntyre en un Six-man Tag Team match.
En el episodio del 16 de abril de SmackDown, Kingston y Woods aparecieron como invitados en "The KO Show". Durante el segmento, Owens felicitó a Kingston por haber ganado el Campeonato de WWE y quiso unirse a The New Day como miembro honorario ya que Big E se encontraba recuperándose de una lesión. Kingston y Woods aceptaron a Owens en el equipo, a quien apodaron "Big O" en honor a Big E, y los tres ganaron un Six-man Tag Team match contra Rusev, Shinsuke Nakamura y Cesaro más tarde esa noche. En el episodio del 23 de abril de SmackDown, después de que Rusev atacó a Kingston durante una lucha individual contra Nakamura, se desató una pelea que también involucró a Woods y Owens. Mientras los demás estaban alejados del ring, Owens traicionó a Kingston y lo atacó al igual que a Woods, proclamando que quería el Campeonato de WWE. La semana siguiente en SmackDown, Kingston desafió a Owens a una lucha por el título en Money in the Bank, lo cual Owens aceptó. En el episodio del 6 de mayo en Raw, Kingston hizo otra aparición en la marca a través de la regla de invitación sorpresa, y defendió con éxito el Campeonato de WWE ante Daniel Bryan en el evento principal en una revancha de WrestleMania. La noche siguiente en SmackDown, Kingston tuvo otra defensa titular exitosa, derrotando a AJ Styles y Sami Zayn en un Triple Threat match a pesar de una interferencia de Owens. En Money in the Bank, Kingston defendió exitosamente el título ante Owens. La noche siguiente en Raw, Kingston una vez más se unió a Rollins para derrotar a Baron Corbin & Bobby Lashley en una lucha por equipos. La noche siguiente en SmackDown, Kingston derrotó a Sami Zayn en una lucha no titular, pero después fue atacado brutalmente por Dolph Ziggler, quien hacia su regreso y desafió a Kingston a una lucha por el título en Super Show-Down, lo cual Kingston aceptó. En el evento, Kingston ganó la lucha gracias a una interferencia de Woods. Posteriormente, Ziggler desafió a Kingston a un Steel Cage match por el título en Stomping Grounds, el cual Kingston también ganó luego de escapar de la jaula. Luego de eso, Kingston retuvo el campeonato contra Samoa Joe en Extreme Rules.
En el episodio del 23 de julio de SmackDown, Kingston escogió a Randy Orton como su oponente para SummerSlam en una lucha titular. Kingston hizo referencia a su rivalidad pasada en 2009 cuando Kingston había derrotado a Orton, pero dijo que Orton usó su influencia para mantener a Kingston fuera de la escena del evento principal. Orton dijo que tenía razón al detener a Kingston y aceptó el desafío. Más tarde esa misma noche, Kingston derrotó a Samoa Joe por descalificación después de que Orton intentara aplicarle un RKO, antes de Kingston lo atacara con un Trouble in Paradise. El 27 de julio, defendió con éxito el título contra Samoa Joe y Dolph Ziggler en Smackville en un triple threat match. Kingston retuvo el título ante Orton en SummerSlam, donde la lucha terminó en doble cuenta fuera. Dos noches después en SmackDown, The New Day perdió ante Orton & The Revival. Después del combate, Kingston fue atacado por Orton, quien le aplicó dos RKO. En el episodio del 19 de agosto de Raw, The New Day fue atacado por Orton y The Revival, quienes lesionaron la pierna de Xavier Woods con una silla (kayfabe). El 20 de agosto en SmackDown, Kingston tomó venganza y atacó tanto a Orton como a los miembros de The Revival, aplicándole a Orton un Trouble in Paradise. En el episodio del 10 de septiembre de SmackDown, Kingston tuvo una confrontación con Orton, lo que terminó en una pelea entre los dos hombres, donde Kingston se haría cargo de Orton al hacer que atravesara una mesa, de igual forma como lo hizo hace diez años en el episodio del 16 de noviembre de 2009 de Raw. En Clash of Champions, Kingston retuvo exitosamente el título ante Orton. En el episodio del 17 de septiembre de SmackDown, Brock Lesnar regresó a la marca junto con Paul Heyman para desafiar a Kingston a un combate por el Campeonato de WWE el 4 de octubre en el primer episodio de SmackDown en Fox, lo cual Kingston aceptó antes de recibir un F-5 por parte de Lesnar. Lesnar derrotó a Kingston en solo 10 segundos para ganar el campeonato, terminando el reinado de Kingston a los 180 días.

#### Retorno a la división tag-team (2019–presente)
Después de perder el título, Kingston volvió a competir en combates por equipos, donde se unió a Big E y Woods para derrotar a The OC la semana siguiente en SmackDown. El 14 de octubre, debido al Draft, se anunció que The New Day permanecería en la marca SmackDown. En el episodio del 18 de octubre de SmackDown, Kingston acompañó a Big E, Woods y Heavy Machinery a un 8-man Tag Team match contra Dolph Ziggler, Robert Roode y los Campeones en Parejas de SmackDown The Revival, donde salieron victoriosos. La semana siguiente en SmackDown, Kingston & Big E fueron derrotados por Ziggler & Roode. El 31 de octubre en Crown Jewel, Kingston & Big E compitieron en un Tag Team Turmoil match por la Copa Mundial en Parejas de WWE, eliminando a Heavy Machinery (Otis & Tucker), The B-Team (Curtis Axel & Bo Dallas) y The Revival (Scott Dawson & Dash Wilder) antes de ser eliminados por The OC (Luke Gallows & Karl Anderson). En el episodio del 8 de noviembre de SmackDown, Kingston y Big E derrotaron a The Revival para ganar los Campeonatos en Parejas de SmackDown, convirtiéndose en un récord de cinco veces campeones como equipo y siendo el cuarto reinado individual para Kingston. El 15 de noviembre en SmackDown, su defensa titular contra The Revival terminó sin resultado, ya que tanto The New Day como The Revival fueron atacados por Adam Cole y Roderick Strong. La semana siguiente en SmackDown, Kingston y Big E perdieron junto con Heavy Machinery un 8-man Tag Team match contra The Undisputed Era (Adam Cole, Roderick Strong, Bobby Fish & Kyle O'Reilly). En el kick-off de Survivor Series, Kingston & Big E perdieron ante los Campeones en Parejas de Raw The Viking Raiders (Erik & Ivar) en un Triple Threat match sin ninguno de los títulos en juego, donde también compitieron los Campeones en Parejas de NXT The Undisputed Era (Bobby Fish & Kyle O'Reilly).
El 26 de enero de 2020, en Royal Rumble, Kingston participó en el Royal Rumble match, pero fue eliminado por Brock Lesnar. En Super ShowDown, Kingston y Big E perdieron los campeonatos contra John Morrison & The Miz y no pudieron recuperar los títulos semanas después en la revancha de Elimination Chamber. En WrestleMania 36, Kingston, quien representó a The New Day, no pudo recuperar los títulos de Morrison, quien se representó a sí mismo y a The Miz, en un combate de escalera de triple amenaza, que también involucró a Jimmy Uso, quien representó a The Usos. Se llevó a cabo una revancha en el episodio del 17 de abril de SmackDown, donde Big E, quien representó a The New Day, ganó los títulos de The Miz, quien se representó a él mismo y a Morrison, en un combate de triple amenaza, que también involucró a Jey Uso, quien representó a The Usos. Esto convierte a The New Day en seis veces campeones en parejas de SmackDown y a Kingston en 10 veces campeón en parejas en total. En The Horror Show at Extreme Rules el 19 de julio, The New Day perdieron sus títulos ante el equipo de Cesaro y Shinsuke Nakamura en una lucha de mesas después de recibir un powerbomb en dos mesas.
En el episodio del 9 de octubre de SmackDown, tanto Kingston como Xavier Woods regresaron de una lesión y derrotaron a Cesaro y Nakamura, ganando su séptimo Campeonato de Parejas de SmackDown. Después del partido, como parte del Draft, él y Woods fueron reclutados para la marca Raw, separándolos de Big E, que permaneció en la marca SmackDown. En el episodio del 12 de octubre de Raw , The New Day intercambiaría títulos de parejas con los titulares del Campeonato en Parejas de Raw, The Street Profits, quienes fueron reclutados para SmackDown. Esto marcaría el tercer reinado de Kingston y Woods con los títulos de Raw como equipo (quinto para Kingston individualmente) y el décimo reinado del campeonato en parejas de The New Day en la WWE como equipo. El 20 de diciembre en TLC: Tables, Ladders & Chairs, Kingston y Woods perdieron el Campeonato en Parejas de Raw ante The Hurt Business (Cedric Alexander & Shelton Benjamin).
2021 marcaría el año en que Kingston estaba ausente en el Royal Rumble match del evento homónimo por primera vez desde su debut en WWE en 2008. Esto debido a una lesión de mandíbula. Kingston regresó al ring en el episodio del 8 de febrero de Raw, formando equipo con su compañero de The New Day Xavier Woods para derrotar a Retribution (T-BAR & MACE). En Elimination Chamber, compitió en el Elimination Chamber match por el Campeonato de la WWE, eliminando a Randy Orton, antes de ser eliminado por Sheamus. En el episodio del 15 de marzo, Kingston y Woods derrotarían a The Hurt Business (Cedric Alexander & Shelton Benjamin) para recuperar el Campeonato en Parejas de Raw, el 11.º campeonato en parejas de The New Day y el 14.º de Kingston individualmente. Mantendrían el campeonato hasta WrestleMania 37, donde perderían los títulos ante AJ Styles y Omos.
En el episodio del 17 de mayo de Raw, Kingston derrotó a Randy Orton y luego al Campeón de la WWE Bobby Lashley en la misma noche. La semana siguiente, se enfrentó a Drew McIntyre en un combate individual con una estipulación en la que el ganador se enfrentará a Lashley por el título en Hell in a Cell, y el combate terminó sin competencia. Se programó una revancha entre ambos competidores en Raw la próxima semana con las mismas apuestas, donde Kingston perdería. En el episodio del 21 de junio de Raw, interrumpió a Lashley y lo desafió por el título, Lashley aceptó y el combate fue programado para Money in the Bank. En el evento, perdió el combate al ser vapuleado por Lashley. Como parte del Draft, Kingston y Woods fueron seleccionados para la marca SmackDown. En octubre, ingresó al torneo King of the Ring, donde perdió ante Jinder Mahal en la primera ronda. 
Iniciando 2022, The New Day se enfrentó a The Usos por el Campeonato en Parejas de SmackDown en Day 1, perdiendo el combate. Luego en Royal Rumble, Kingston participó en el Royal Rumble match entrando en el 24°, pero apenas duró 20 segundos antes de ser eliminado por Kevin Owens. Cabe destacar que su eliminación, en realidad, fue debido a un botch al intentar aterrizar en la barricada exterior (Kingston es conocido por esta clase de maniobras en los Royal Rumbles), pero ambos pies golpearon accidentalmente el suelo. Posteriormente, él y Xavier Woods luego desafiaron a Holland y Sheamus a un combate en WrestleMania 38, pero perdieron. Luego, una vez más, The New Day comenzaría una rivalidad con The Usos, aunque con el matiz de que su récord como los campeones en pareja con el reinado más largo en la historia de WWE estaba en jaque. Sin embargo, no tuvieron éxito y los The Usos pasaron el resto de 2022 como los campeones indiscutibles en parejas de la empresa, rompiendo varios récords.
El 6 de diciembre, Kingston haría una aparición sorpresa en NXT atacando junto a Woods a los entonces campeones de parejas de NXT Pretty Deadly (Elton Prince & Kit Wilson) mientras estos leían un cuento de Navidad. Cuatro días más tarde en NXT Deadline, The New Day derrotaron a Pretty Deadly ganando el Campeonato en Parejas de NXT por primera vez, convirtiéndose en los terceros ganadores de la Triple Corona en Parejas de la WWE. También el propio Kofi se convirtió en el primer luchador en la historia en ser Campeón de Triple Corona tanto a nivel individual como en la división tag team.
El 28 de enero de 2023 en Royal Rumble, Kofi Kingston participó en su decimoquinto Royal Rumble match ingresando como el #4, donde por segundo año consecutivo fallaría en su intento de hacer una de sus características "salvadas", siendo esta vez eliminado por Gunther. En NXT Vengeance Day el 4 de febrero, Kingston y Xavier Woods perdieron los títulos en parejas de NXT a manos de Gallus (Mark Coffey & Wolfgang) en una Fatal 4-Way Tag Team match que también involucraba a Pretty Deadly (Elton Prince & Kit Wilson) y Chase U (Andre Chase & Duke Hudson) (con Thea Hail), terminando con su reinado de 56 días. En el episodio del 3 de marzo de SmackDown se anunció una Fatal 5 Way match entre él, Drew McIntyre, Sheamus, Karrion Kross y LA Knight por una oportunidad titular por el Campeonato Intercontinental ante Gunther en WrestleMania 39, pero debido a una lesión de tobillo, su lugar fue ocupado por Woods.

## Otros medios
Sarkodie-Mensah, bajo el sobrenombre de Sr. 24/7, aparece frecuentemente en el canal de YouTube de Xavier Woods UpUpDownDown.
Sarkodi-Mensah aparece con el nombre de Kofi Kingston en 14 videojuegos. Son WWE SmackDown vs. Raw 2009, WWE SmackDown vs. Raw 2010, WWE SmackDown vs Raw 2011, WWE All Stars, WWE '12, WWE '13, WWE 2K14, WWE 2K15, WWE 2K16, WWE 2K17, WWE 2K18, WWE 2K19,  WWE 2K20 y WWE 2K22. También aparece en los juegos móviles WWE SuperCard, WWE Tap Mania, WWE Mayhem y otros.
En 2012, actuó como estrella invitada en un episodio de la comedia de karate de Disney XD Kickin 'It.
En 2016, apareció con sus compañeros de equipo de New Day en un tema de la familia de Navidad Let's Make a Deal.
En 2017, publicó The Book of Booty: Shake It. Love It. Never Be It junto con sus compañeros de equipo Big E y Xavier Woods.

## Vida personal

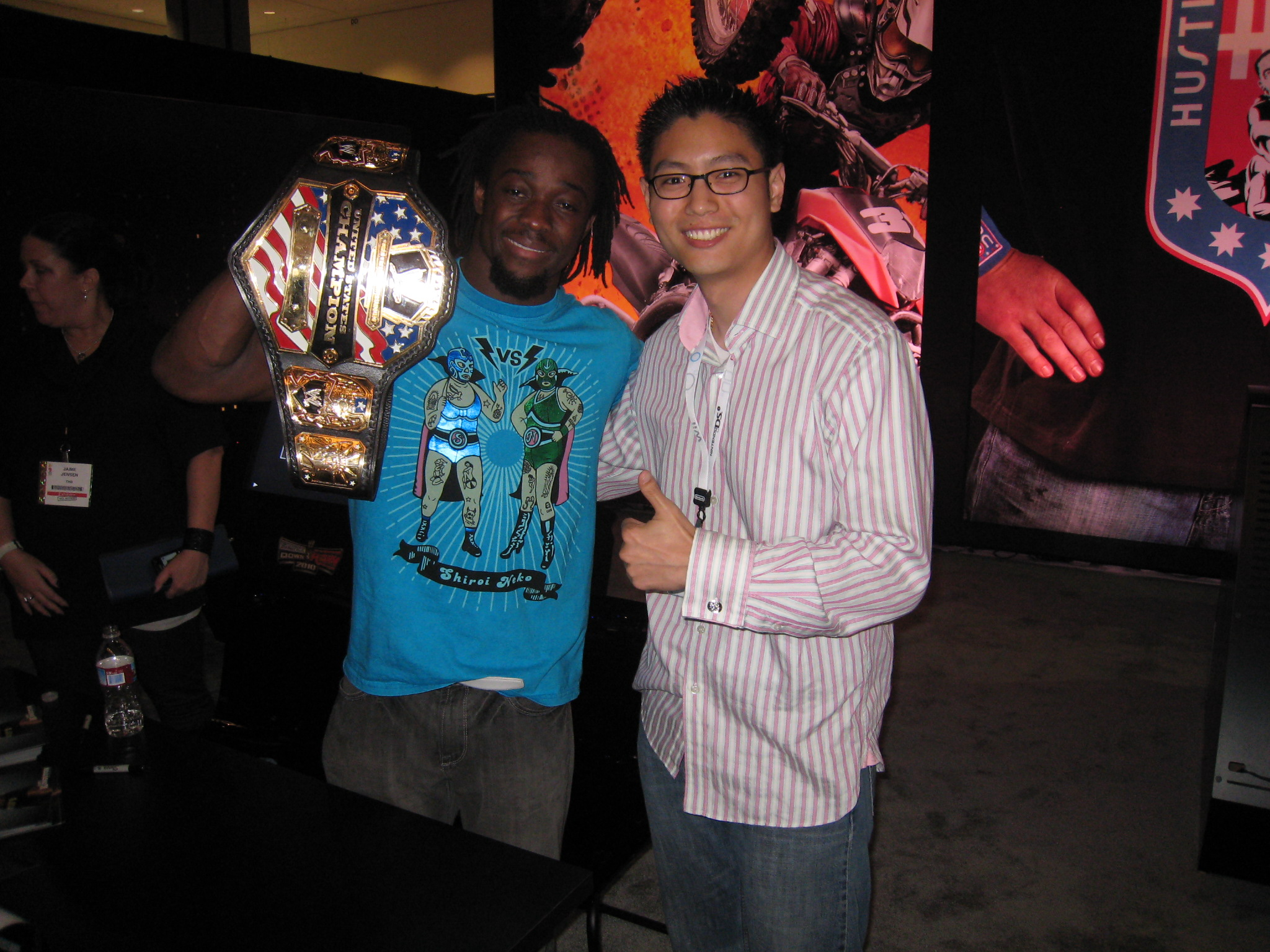
Un día después de su victoria en RAW, Kofi Kingston muestra su título.

A pesar de provenir de Ghana, el país de origen de Kofi fue originalmente anunciado como Jamaica por influencias culturales como Bob Marley y la música reggae. Kofi tiene entrenamiento en el arte marcial afrobrasileño de la capoeira.
Es fanático de los Medias Rojas de Boston, Boston Celtics y New England Patriots. 
Sarkodie-Mensah tiene un tatuaje de símbolos de África occidental a lo largo de su columna vertebral con un conjunto de alas de águila alrededor de la espina dorsal de su omóplato. 
Es un amigo cercano de los luchadores CM Punk, R-Truth, Xavier Woods y Big E, con quienes ganó el Campeonato en Parejas de WWE, formando con estos dos últimos lo que sería The New Day.
Está casado con Kori Campfield y tiene 3 hijos, Khi, Orion y Lotus, esta última nacida en la tarde del 25 de noviembre del 2021.

## Campeonatos y logros
- World Wrestling Entertainment/WWE
  - WWE Championship (1 vez)

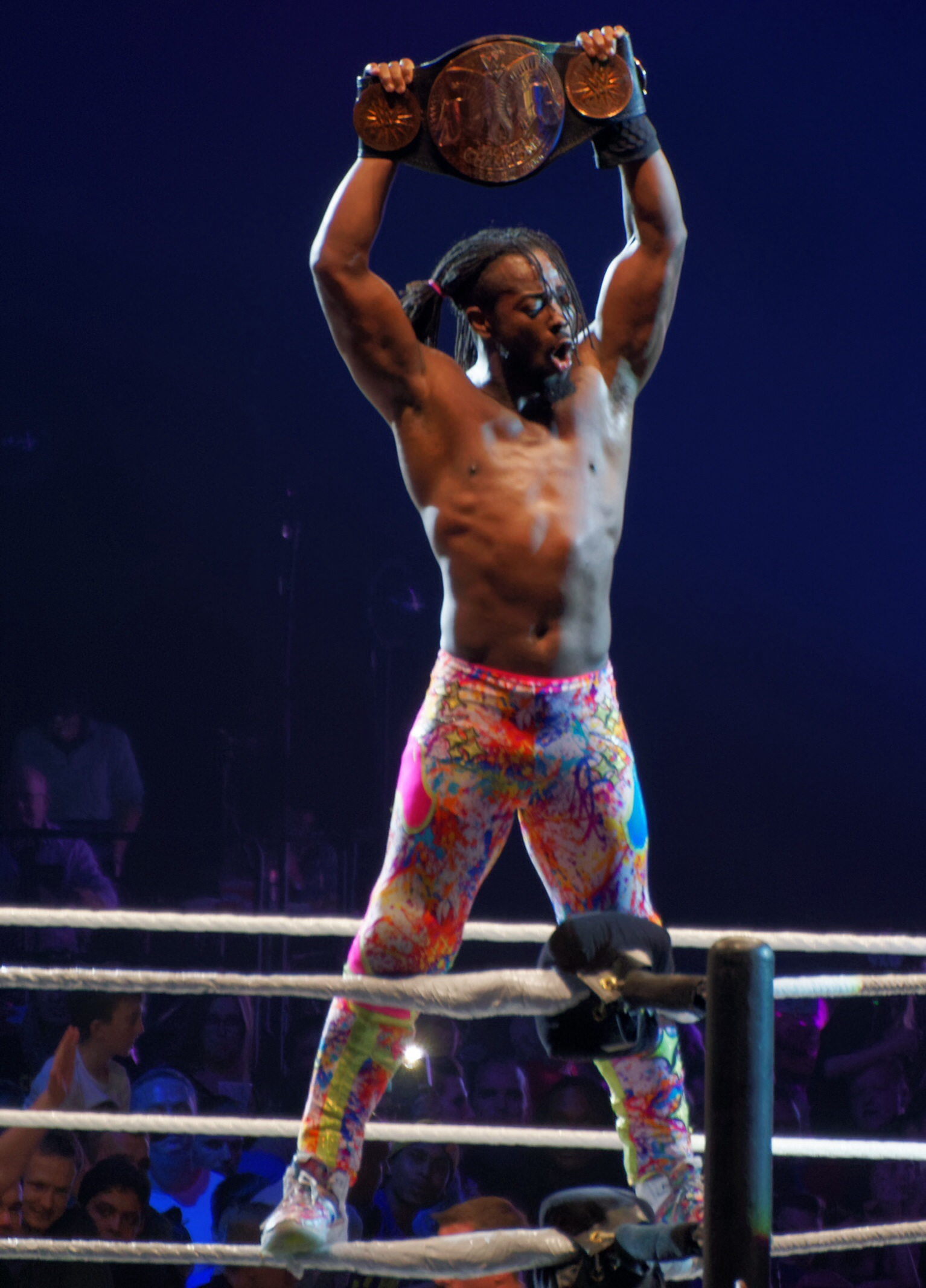
Kingston es catorce veces Campeón en Parejas de la WWE, siendo su cuarto reinado el más largo de la historia junto con The New Day.

  - WWE Intercontinental Championship (4 veces)
  - WWE United States Championship (3 veces)
  - WWE/Raw Tag Team Championship (6 veces) - con Evan Bourne (1), R-Truth (1) y Big E (2) & Xavier Woods (4)
  - WWE/SmackDown Tag Team Championship (7 veces) - con Xavier Woods (7) & Big E (6)
  - NXT Tag Team Championship (1 vez) - con Xavier Woods (1)
  - World Tag Team Championship (1 vez) - con CM Punk (1)
  - Triple Crown Championship (trigésimo)
  - Tag Team Triple Crown Championship (Terceros) - con Xavier Woods
  - Grand Slam Championship (vigésimo)
  - WWE Year–End Award (3 veces)
    - Lucha del año (2019) vs. Daniel Bryan en WrestleMania 35
    - Parejas masculino del año (2019) - con Big E y Wavier Woods
    - Momento del año (2019): ganar el Campeonato WWE en WrestleMania

  - Slammy Award (1 vez)
    - Ring Gear of the Year (2020) – con Big E y Xavier Woods

- Pro Wrestling Illustrated
  - Equipo del año (2012) con R-Truth[230]
  - Equipo del año (2015) con Big E y Xavier Woods (The New Day)
  - Equipo del año (2016) con Big E y Xavier Woods (The New Day)
  - Situado en el Nº76 en los PWI 500 del 2008[231]
  - Situado en el Nº35 en los PWI 500 de 2009[232]
  - Situado en el Nº26 en los PWI 500 de 2010[233]
  - Situado en el Nº29 en los PWI 500 de 2011[234]
  - Situado en el Nº31 en los PWI 500 de 2012[235]
  - Situado en el Nº20 en los PWI 500 de 2013[236]
  - Situado en el Nº59 en los PWI 500 de 2014[237]
  - Situado en el Nº52 en los PWI 500 de 2015[238]
  - Situado en el Nº42 en los PWI 500 de 2016[239]
  - Situado en el N°69 en los PWI 500 de 2017[240]
  - Situado en el Nº82 en los PWI 500 de 2018[241]
  - Situado en el Nº4 en los PWI 500 de 2019[242]
  - Situado en el Nº9 en los PWI 500 de 2020[243]
  - Situado en el Nº70 en los PWI 500 de 2021[244]